# Cartons de Goya

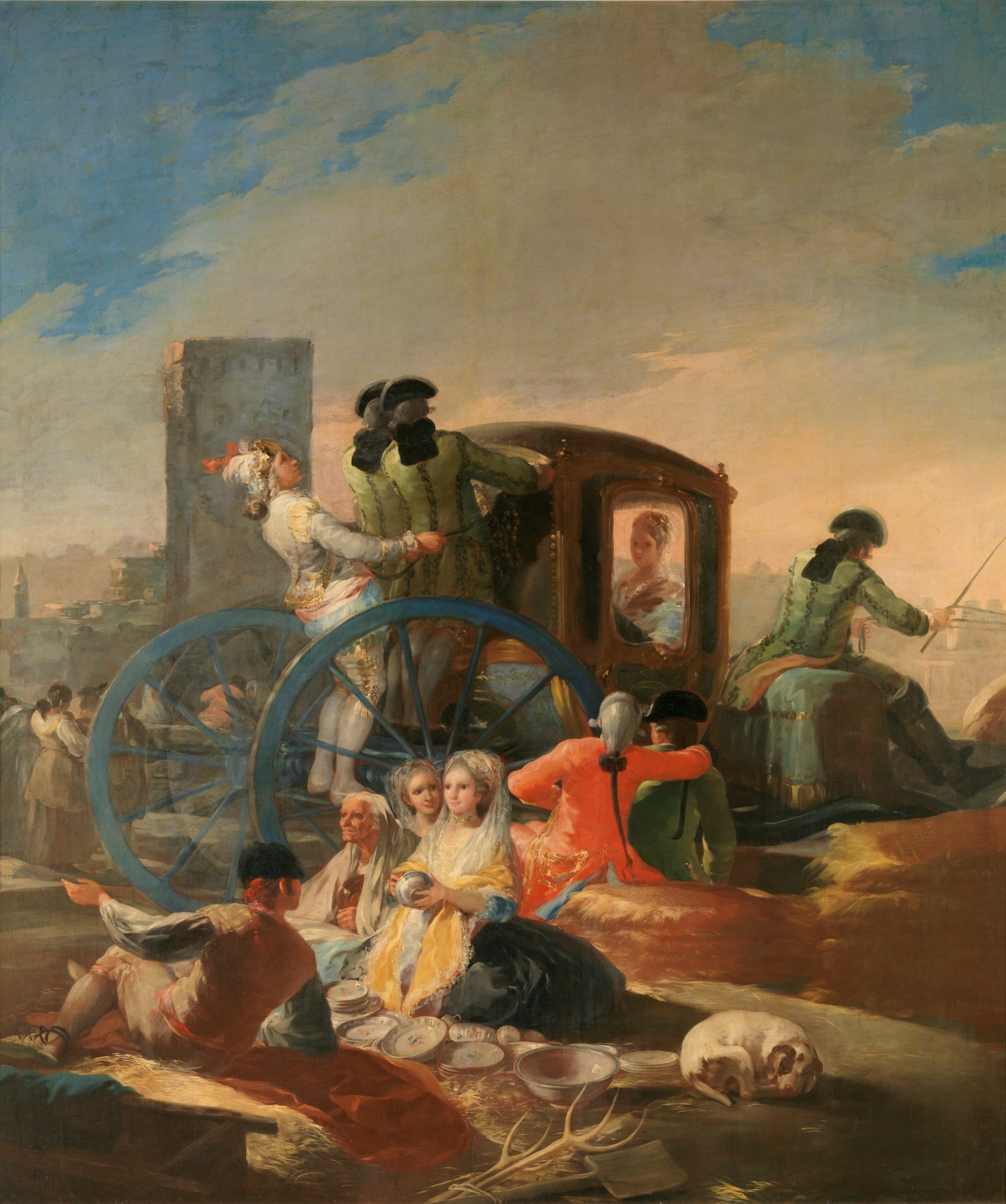
El Cacharrero (« Le Marchand de vaisselle », 1779).

Les Cartons de Goya (en espagnol : Cartones de Goya) sont un ensemble d'œuvres peintes par Francisco de Goya entre 1775 et 1792 pour la Fabrique royale de tapisserie. Bien qu'il ne s'agisse pas des seuls cartons pour tapisserie réalisés pour l'usine royale (d'autres peintres y ont en effet opéré, tels que Mariano Salvador Maella, Antonio González Velázquez, José Camarón Boronat ou encore José del Castillo), ce sont les plus connus et ceux auxquels l'histoire de l'art a octroyé l’appellation « carton pour tapisserie » par antonomase, en Espagne.
Dans leur majorité, ils représentent des thèmes bucoliques, cynégétiques, ruraux et populaires. Ils suivent strictement les goûts du roi Charles III et du couple princier Charles IV et Marie-Louise, et étaient supervisés par d'autres artistes de l'usine tels que Mariano Salvador Maella et les frères Bayeu.
Après une riche carrière dans sa région d'Aragon, le peintre de la Cour Francisco Bayeu obtient que son beau-frère Goya aille à Madrid pour travailler sur des œuvres de décoration pour les palais royaux. À cette époque Anton Raphael Mengs est l'artiste le plus reconnu de la Cour après la mort en 1770 de Giambattista Tiepolo. Ce sera cet emploi à la Cour qui donnera le plus de satisfaction à l'ambition de l'aragonais, et ce qui le convertira finalement en l'artiste de mode de la classe puissante de Madrid. Entre 1780 et 1786, il abandonne le poste pour utiliser son temps comme artiste dans d'autres activités particulières.
Les cartons pour tapisserie sont structurés en quatre séries (englobant en fait sept séries), chacune ayant un numéro différent d'œuvre et de thématique. Un trait commun qu'elles ont toutes est la présence de sujets champêtres et des diversions populaires, tandis que seule la première montre des thèmes relatifs à la chasse.
Une fois achevés, les cartons se cousaient sur tapisserie et se plaçaient dans la pièce des palais royaux à laquelle ils étaient destinés. La plus grande partie des œuvres est conservée au Musée du Prado, tandis que d'autres cartons le sont dans des pinacothèques privées et autres musées en Espagne et dans d'autres pays.
En 1858, les œuvres sont transférées au sous-sol du palais royal de Madrid, où certaines furent dérobées en 1870. Cette année, Gregorio Cruzada Villaamil se charge de cataloguer toutes les œuvres et de les montrer au public dans le Musée du Prado. Elles sont cataloguées dans cette institution de manière officielle pour la première fois en 1876. Cependant, quelques petites esquisses (peintes par Goya pour l'approbation des thèmes) sont en possession des ducs d'Osuna, dont les descendants les mirent aux enchères en 1896. Lors de celles-ci, certaines peintures furent achetées par le Musée du Prado et d'autres par des collectionneurs tels que Pedro Fernández Durán et José Lázaro Galdiano.
Goya put grandir comme artiste et élever sa condition sociale au travers de ces pièces, qui le convertirent en un peintre très prisé par les hautes sphères madrilènes ; il est admis à l'Académie royale des beaux-arts de San Fernando et il obtient en 1789 le poste de Peintre de la Cour de Charles IV — celui qui était alors le prince des Asturies.

## Contexte

### L'artiste

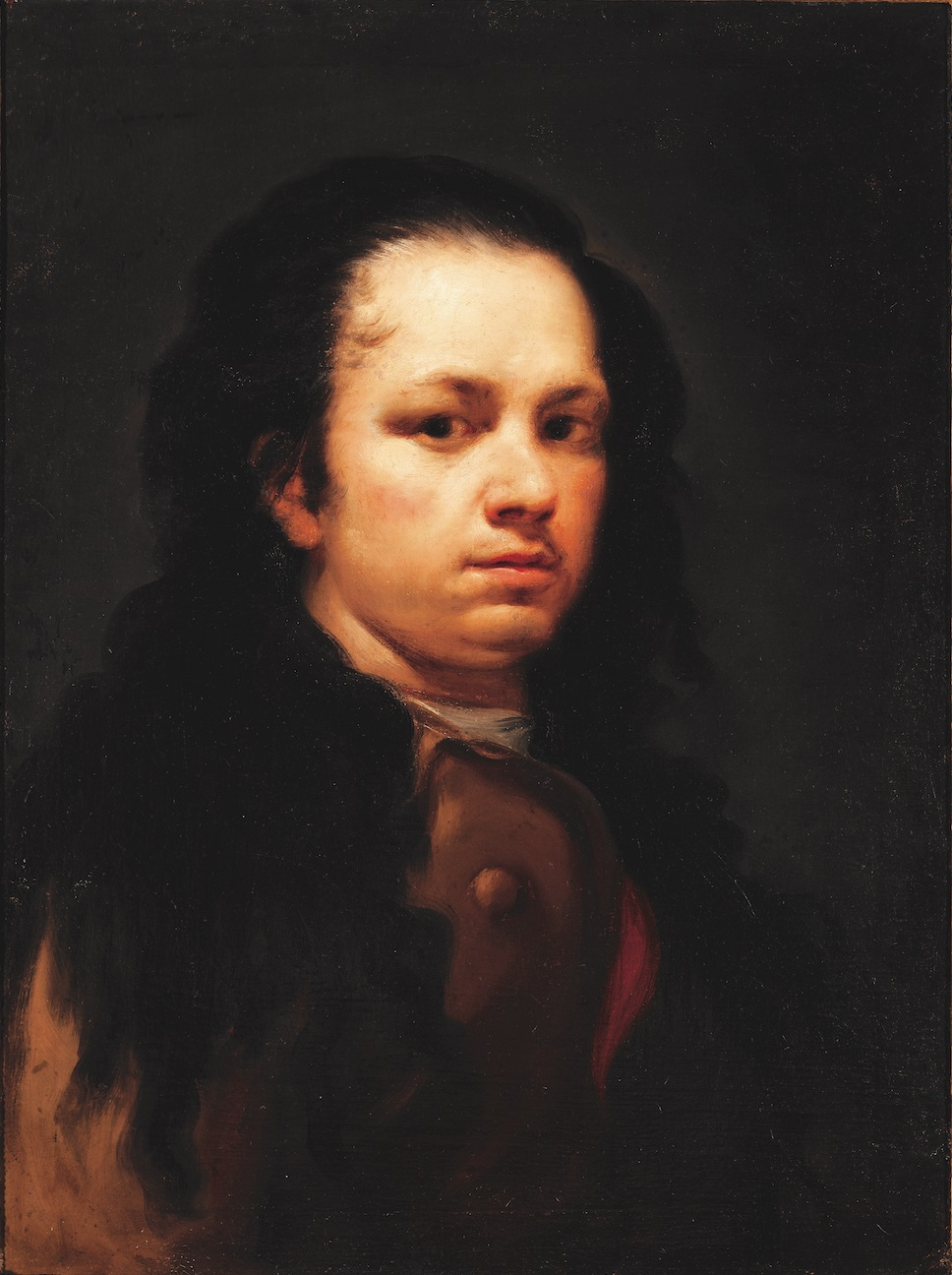
Autoportrait de Goya vers 1773, peu avant de commencer la série des Cartons.

En 1774, Goya a 28 ans. Né à Fuendetodos, un village proche de la capitale aragonaise, l'une de ses plus grandes ambitions est de s'établir à Madrid, la capitale du royaume, une ville qui se modernise rapidement grâce au travail des Bourbons, une dynastie qui, malgré sa présence assez récente (70 ans), est bien consolidée en Espagne.
Goya essaya par deux fois d'être admis à l'Académie royale des beaux-arts de San Fernando, mais à chaque fois, les tableaux qu'il avait envoyés furent refusés.
Il voyagea en Italie, grand centre culturel de l'époque. C'est là-bas qu'il réalisa son premier tableau historique, Hannibal vainqueur contemple pour la première fois l'Italie depuis les Alpes. Cependant, il n'obtint pas une bonne position au concours et décida de rentrer en Espagne, où il commença sa fameuse série de fresques dans la Chartreuse d'Aula Dei.
Goya se maria avec Josefa Bayeu, sœur des reconnus frères Bayeu. Peu après, son beau-frère Francisco lui obtint une place à la Cour, probablement suivant les ordres d'Anton Raphael Mengs. Tomlinson fait remarquer qu'entre avril et décembre 1774, Goya est toujours en train de réaliser ses fresques pour la Chartreuse d'Aula Dei, de telle façon qu'il n'intègre le groupe de peintres de Madrid que début 1775. Rapelli conteste catégoriquement cette théorie en affirmant que l'aragonais s'est installé dans la capitale espagnole en décembre 1774.

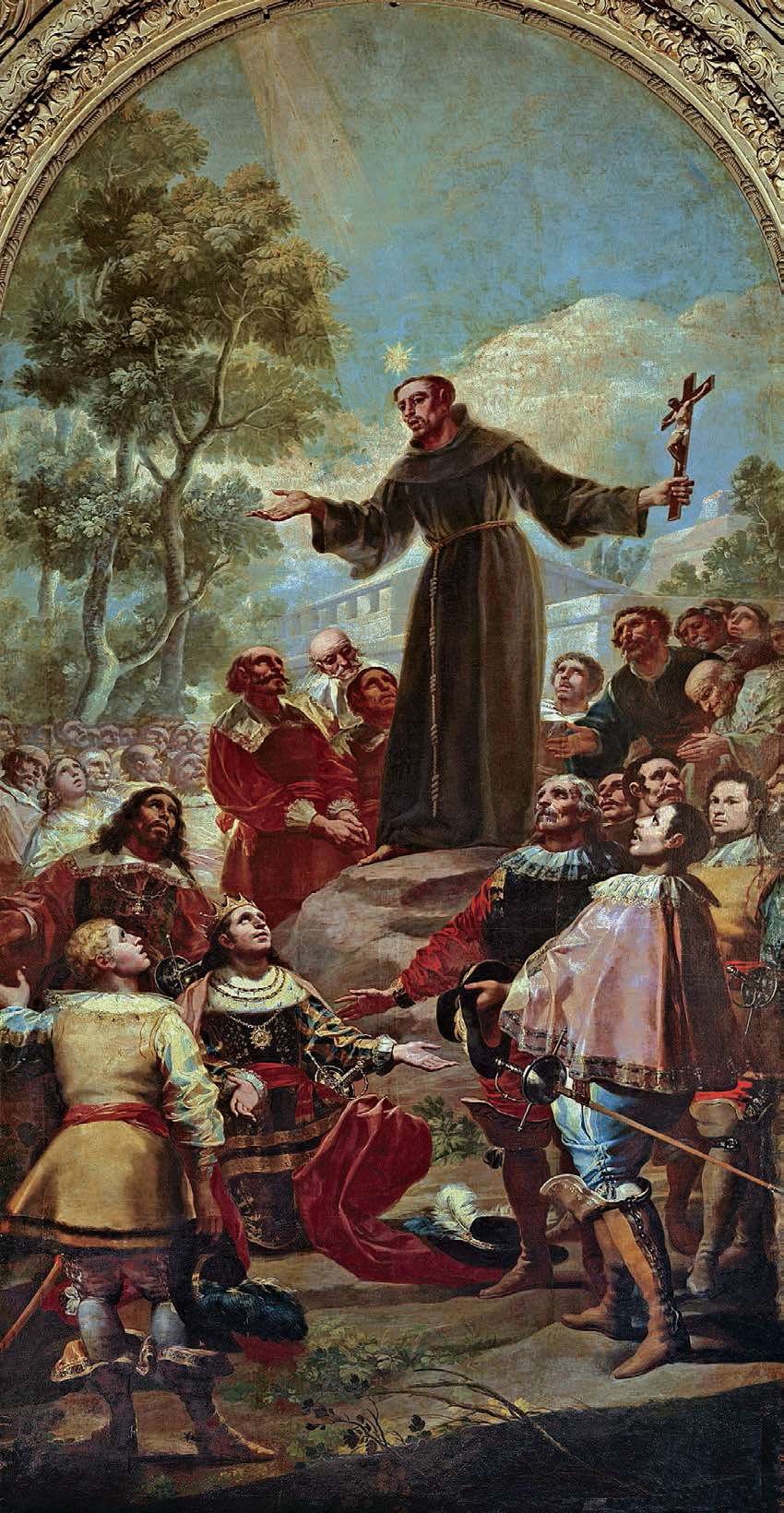
Saint Bernardin de Sienne prêchant devant Alphonse V d'Aragon (1781-1783).

Le peintre se trouva dans la capitale avec une cour d’artisans et de peintres particulièrement grande. La Fabrique royale de tapisserie était le centre de l'activité artistique. Le Bohème Mengs dirigeait parfois le travail de Goya, et lors de ses très longues absences, c'est à Francesco Sabatini qu'incombait cette tâche. De façon ponctuelle, Bayeu et Maella, un autre peintre de cartons remarquable, prendront également cette responsabilité.
Il peignit quatre séries de cartons jusqu'en 1780, année où la crise économique l'obligea à suspendre la provision de cartons pour les instances royales. Goya décida alors de se diversifier. Peut-être fut-ce dû au souhait — alimentée certainement par le fait qu'il ait étudier sa vie et son œuvre — d'émuler Diego Velázquez : il s'essaya à la peinture chez particulier. Il revint à sa terre natale et peignit la coupole et les pendentifs de la Regina Martyrum de la basilique du Pilar de Saragosse, ce qui entraînera des conflits avec son beau-frère Francisco Bayeu ainsi que le chapitre de la cathédrale de Saragosse. De retour à Madrid, il réalise plusieurs portraits pour la haute société, en particulier ceux des Ducs d'Osuna. Il peignit également Saint Bernardin de Sienne prêchant devant Alphonse V d'Aragon pour la basilique de Saint-François-le-Grand et intègre l'Académie royale des beaux-arts avec son œuvre religieuse la plus connue, Christ crucifié, une magnifique fusion du style velasquien et de celui de Mengs. Peu après, il rencontre l'infant Louis Antoine de Bourbon, frère du roi et exilé de la cour à la suite de son mariage morganatique. L'infant devient son mécène et l'introduit dans les cercles de l'aristocratie. Il est très probable que Goya ait décidé de redevenir peintre de cartons pour tapisserie après la mort de son protecteur, en 1785.

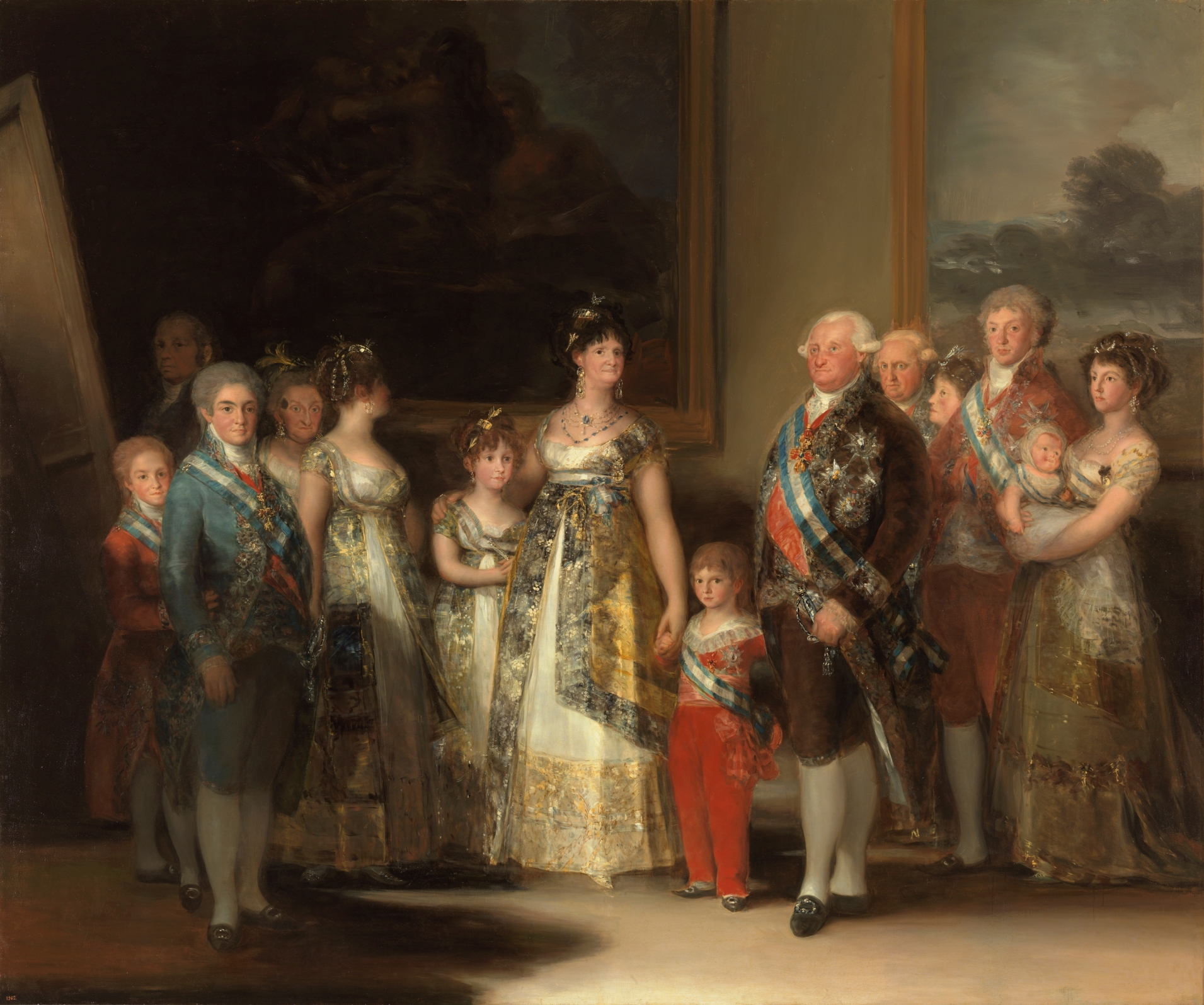
La Famille de Charles IV (1800).

En 1786, Goya revint à la fabrique et peignit des cartons qui dénotaient déjà un certain vérisme (La Nevada et El Albañil herido). La dernière série qu'il réalise préfigure des éléments — le fiancé avec un visage simiesque de La Boda (« Le Mariage ») — que l'aragonais exprime un peu plus tard dans ses Caprichos.
Six ans plus tard, en 1792, Goya souffrit d'une maladie qui devint le tournant de sa carrière. Il ne revint jamais à ses anciennes tâches de peintre de cartons et commença alors à se consacrer à des œuvres plus personnelles. Cependant, il continua à peindre d'autres œuvres pour la cour, comme La Famille de Charles IV.
Hagen met en évidence l’ascension sociale de Goya : d'un simple peintre de province, il devint un grand artiste de la cour. En 1786, Goya acquit sa première voiture et était un peintre très sollicité. Il décrivit à son ami Zapater un voyage d'essais, où il faisait comprendre qu'il jouissait d'une excellente situation économique, appartenant à l'Académie de San Fernando et étant proche de devenir Peintre du roi.
José Gudiol, l'un des premiers experts sur l'œuvre du maître de Fuendetodos, affirme que chez Goya se mélangent l'empreinte indélébile du monde courtisan et la grâce du monde populaire, qui ont toujours alterné dans l'esprit du peintre.
Jeannine Baticle, une autre des grands spécialistes de Goya, indique qu'il devient l'« héritier fidèle de la grande tradition picturale espagnole. Chez lui, l'hombre et la lumière créent de puissants volumes construits dans l'empattement, éclairés par de brefs traits lumineux dans lesquels la subtilité des couleurs produit des variations infinies ».

### L'Espagne à cette époque

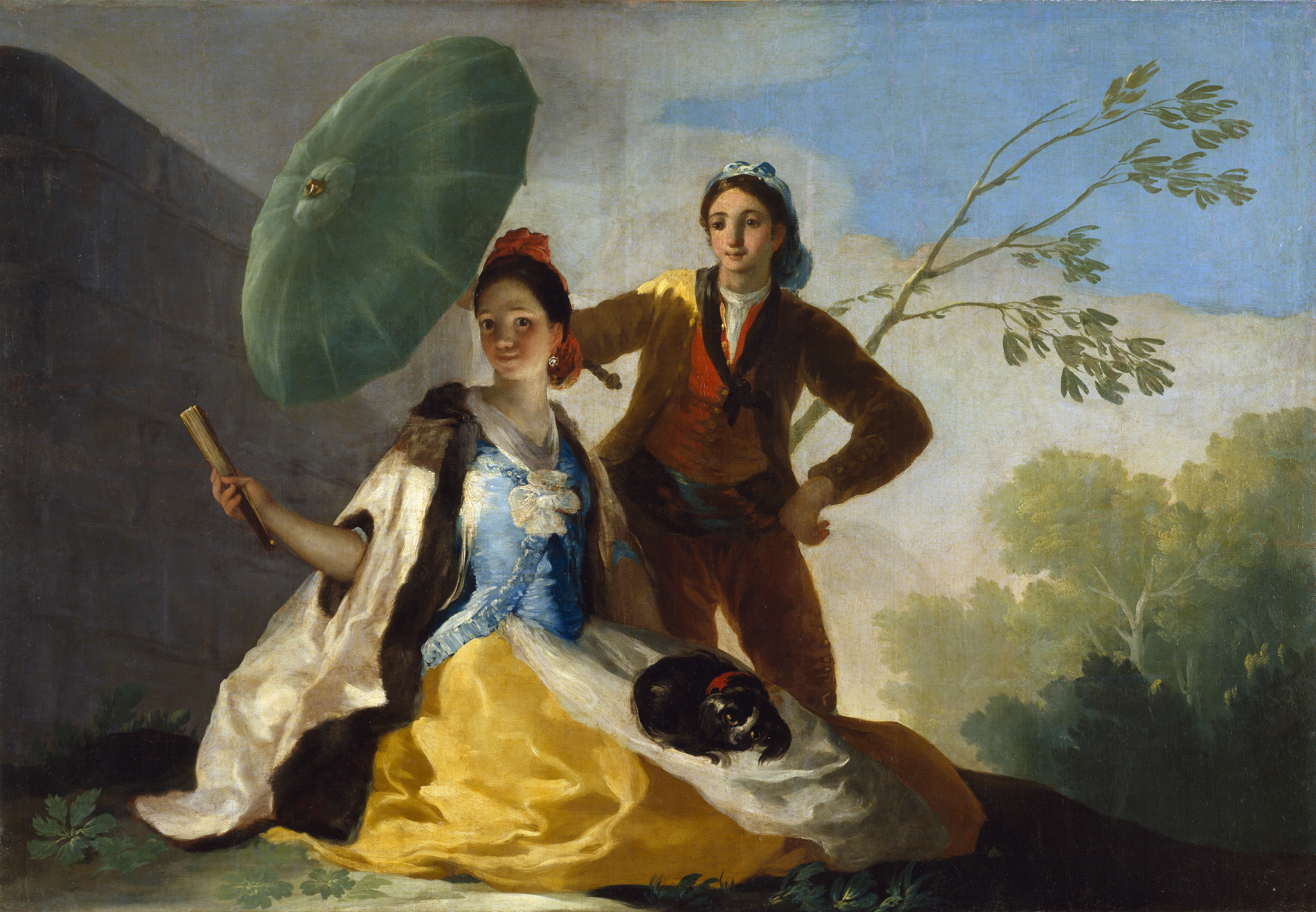
El Quitasol (« L'Ombrelle », 1777).

La mort sans descendance du dernier Habsbourg espagnol, Charles II, a eu pour conséquence une longue guerre de succession entre les puissances européennes qui a fini par la reconnaissance de Philippe d'Anjou comme roi d'Espagne sous le nom de Philippe V. Celui-ci, petit-fils de Louis XIV, introduit la mode française en Espagne, et emmène avec lui des artistes français tels que Hyacinthe Rigaud et Louis-Michel van Loo.
À partir des années 1730, la présence d'Italiens dans la cour madrilènes est devenue plus importante, du fait que la seconde épouse de Philippe V, la parmesanne Élisabeth Farnèse, avait une grande préférence pour la culture de la péninsule italienne. Jacopo Amigoni et Giambattista Tiepolo seront les Italiens les plus remarqués en Espagne, mais sous le règne de Charles III, cela changera avec une préférence accordée au Bohème Anton Raphael Mengs. Ce dernier sera le dernier peintre étranger à la cour d'Espagne, ce que Tomlinson appelle « la nationalisation de la peinture espagnole sous Charles III ».
Il est envisageable qu'une telle nationalisation de l'art vienne d'une profonde hostilité du peuple espagnol vis-à-vis des étrangers, notamment du fait de l'échec de la Guerre de Sept Ans. Tout ce mouvement se conclut par la révolte contre Esquilache, qui voit les Espagnols reprendre peu à peu les rênes du pays aux Français, par l'intermédiaire des comtes d'Aranda et de Floridablanca.
En 1782, a lieu une brève tentative de reprise de la Fabrique royale de tapisserie par des artisans espagnols, mais le roi rejette ces demandes et cède la direction de la fabrique au flamand Jacobo Vandergoten, censé être un parent de la famille qui avait fondé la fabrique plus de soixante ans auparavant.

## Datation et attribution

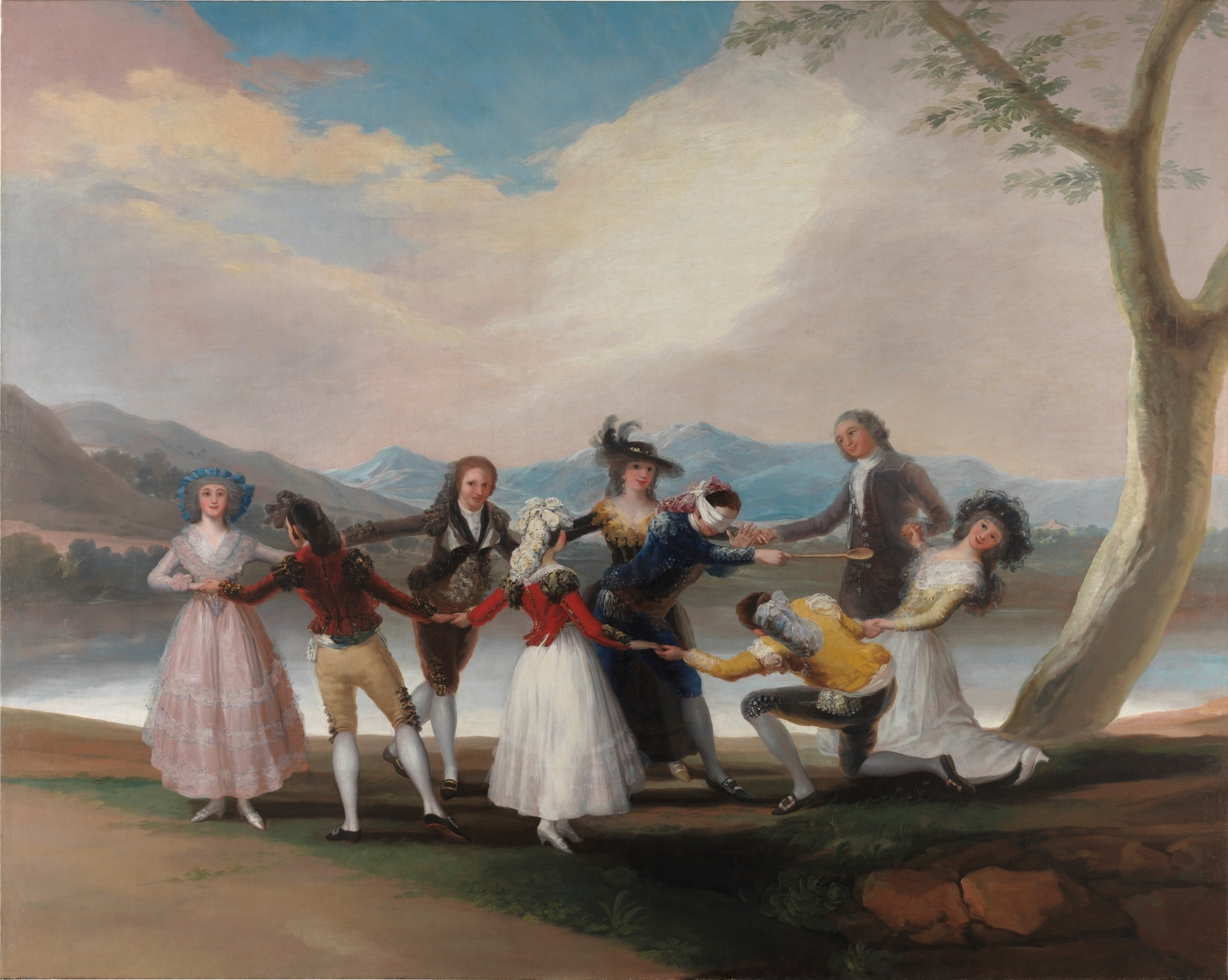
La Gallina ciega (« La Poule aveugle », 1788).

Les sept séries de cartons pour tapisserie sont composées au total d'entre 60 et 73 œuvres. Certains auteurs, comme Rapelli, les estiment à 63.
Juan Ramón Triadó Tur évalue lui dans Museo del Prado un nombre exact de 60 cartons, bien qu'il ne pourrait s'agit que des œuvres présentes dans ledit musée.
Les trois plus grands spécialistes des cartons de Goya, Nigel Glendinning, Valeriano Bozal et Janis Tomlinson datent l'ensemble des séries entre 1775 et 1792. En prenant en compte la pause de six ans déjà mentionnée, cela fait douze ans de travail de Goya à la Fabrique royale de tapisserie.
La taille et les motifs des cartons sont intimement liés à la hiérarchie et aux lieux auxquels les tapisseries sont destinées, dans les séjours royaux. Ils peuvent ainsi se diviser en draps — les compositions de plus grande extension, qui occuperaient l'espace le plus grand et qui délimiteraient le thème de toute la série — et en autres cartons plus petits destinés à des dessus-de-porte ou de fenêtre, ou encore en encoignure. Une lettre de Goya à son ami Martín Zapater détaille une rencontre avec le souverain et les princes en 1779, où il affirme que n'ont été montrées que les esquisses pour les scènes princières.
Lors de la réalisation de la datation des cartons, il n'y a pas eu de grandes discussions, puisque la Fabrique royale tenait à jour des registres détaillés des œuvres, toujours conservés aujourd'hui. Cependant, il existe un sérieux conflit concernant celle de La Poule aveugle. Des critiques de la trempe de Bozal et Glendinning affirment qu'elle a été réalisée en 1789 tandis que Tomlinson rejette cette théorie et affirme que l'œuvre a été achevée avant 1788 car la série à laquelle elle appartenait est restée inachevée à la suite de la mort de Charles III, le 14 décembre 1788, et que Goya a reçu le convoité poste de Peintre de cour en avril 1789, ce qui diminuerait drastiquement son activité dans la Fabrique royale. Un petit guide des œuvres de Goya élaboré par le Musée du Prado, écrit par Manuela de Mena Marqués, stipule que La Poule aveugle a été réalisée en 1788-1789.

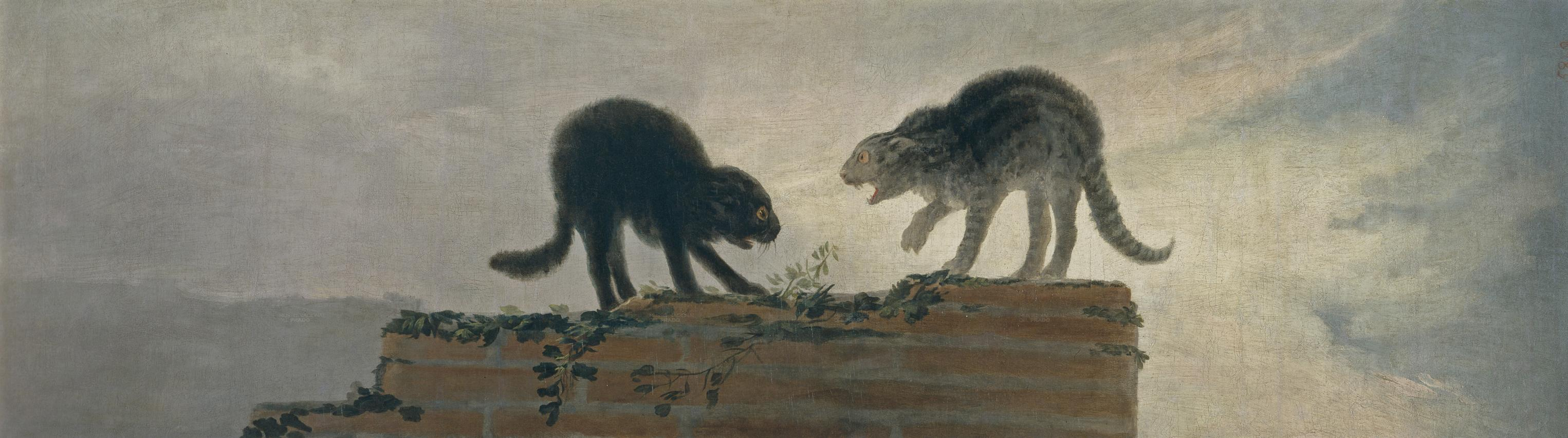
Riña de gatos (« Combat de chats », 1786-1787), découverte en 1984.

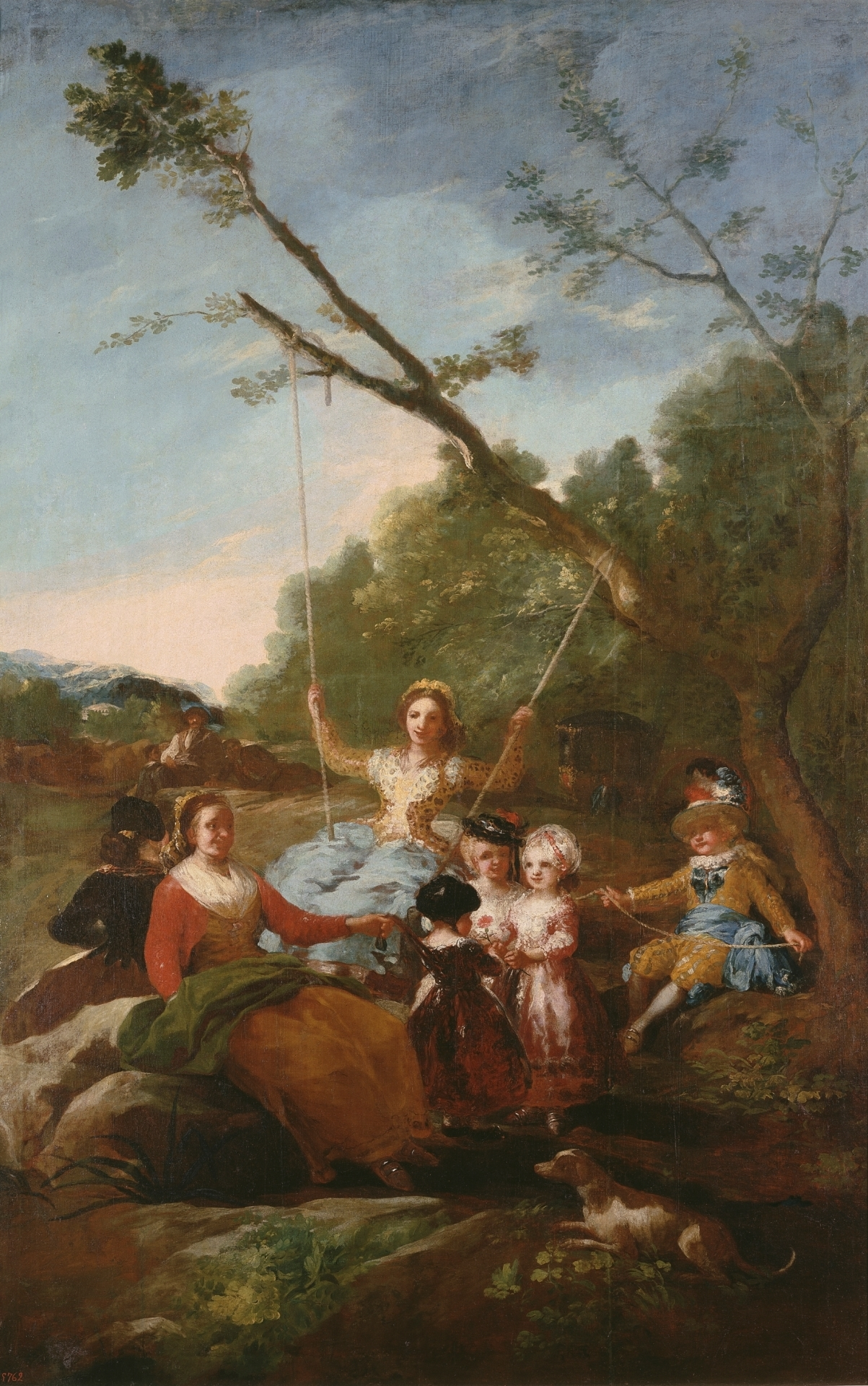
La Balançoire (1779).

Il n'a pas non plus été déterminé à quelle série appartiennent El Columpio (« La Balançoire ») et El Juego de pelota a pala (« Jeu de balle avec raquette », toutes deux de 1779. Bien que la plupart de la critique penche pour l'antichambre, Tomlinson soutient qu'elles ont été peintes pour la chambre des princes au Palais du Pardo. Le site du Musée du Prado répertorie lui la première dans la quatrième série (antichambre) tandis que la deuxième l'est dans la troisième (chambre). D'autres tableaux qui ont suscité des débats pour leur appartenance à une série sont El Muchacho del pájaro (« Le Garçon à l'oiseau »), El Niño del árbol (« L'Enfant de l'arbre ») et El Majo de la guitarra, tous situés par le musée du Prado dans la quatrième série (l'antichambre). Il a par ailleurs été difficile de déterminer si El Balancín (« La Balançoire ») est un carton pour tapisserie, car bien que Tomlinson est affirmative sur le sujet, une autre partie de la critique spécialisée le nie.
Comme le fait remarquer Tomlinson, il n'y a aucun doute que Goya a peint ces cartons pour tapisserie. Cependant, il y a eu des incidents les concernant. Le plus notable concerne Riña de gatos (« Combat de chats »), découvert dans le sous-sol du Prado dans les années 1980. Comme il n'a aucun rapport avec les autres cartons de Goya, surtout vis-à-vis de la série qui lui a traditionnellement été attribuée — la cinquième —, il y a un sérieux doute qu'il s'agisse d'un carton de l'Aragonais. En plus, il ne possède pas les mêmes traits stylistiques que ses autres œuvres de l'époque.
Une autre peinture dont la datation est douteuse est Las Gigantillas, que Bozal considère comme faisant partie de la septième série, destinée au bureau du roi à l'Escurial. Le site du Musée du Prado le situe également dans cette dernière série.
En général, on considère certains tableaux pour la promenade des ducs d'Osuna comme faisant partie des cartons pour tapisserie, car ils possèdent les mêmes caractéristiques et thématiques, bien que la technique soit différente. Le cas le plus connu est celui de La Chute. Un autre cas notable est celui d’Un Garrochista, peint vers 1795, mais la proximité chronologique de cette pièce avec les cartons fait que beaucoup de spécialistes pensent qu'il fait partie d'une série, tandis que le Musée du Prado le maintient en dehors des séries de cartons.

## Technique employée

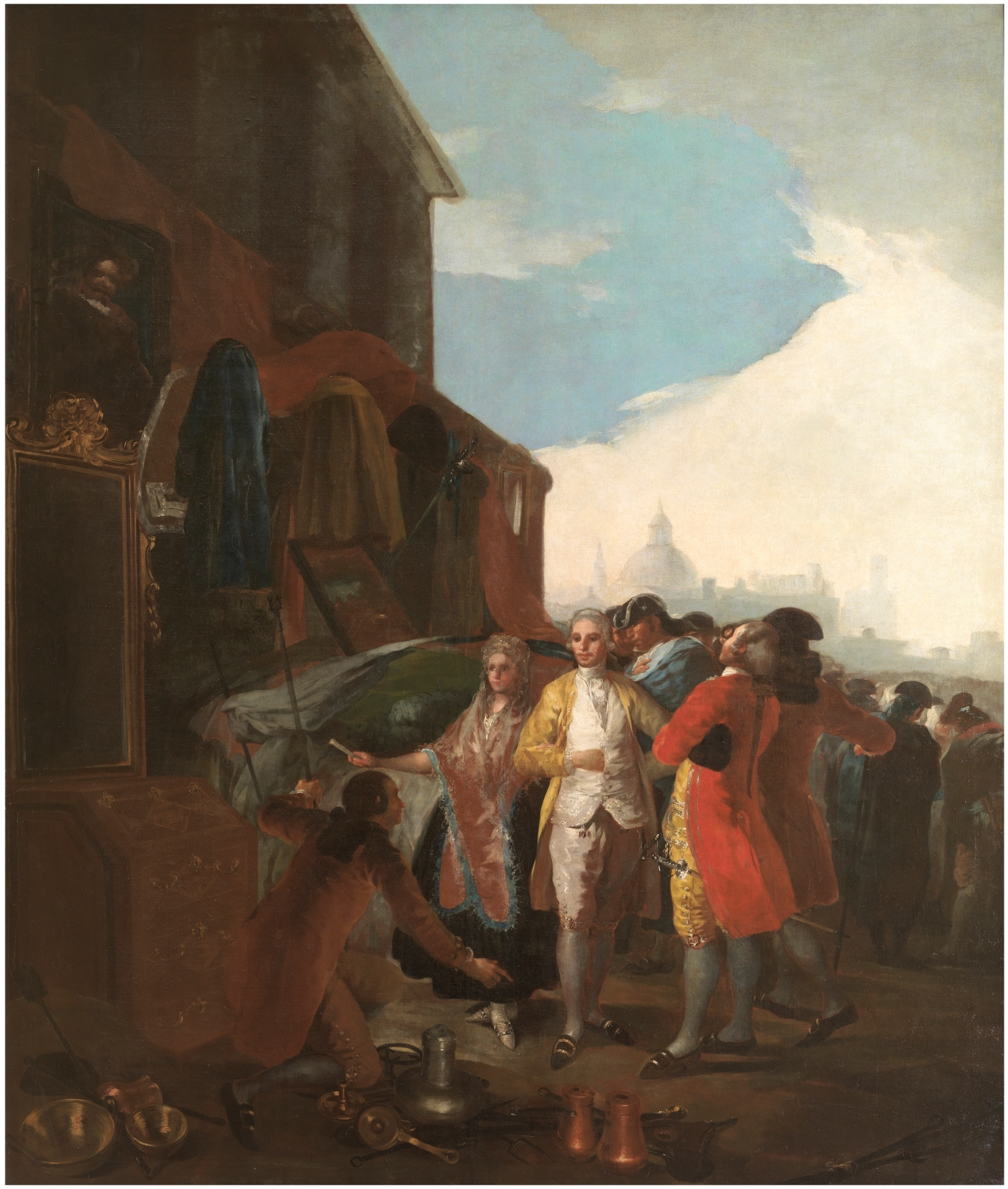
La Feria de Madrid (« La Foire de Madrid », 1777-1779).

Les tapisseries sont des tissus élaborés d'une façon similaire à celle employée pour les tapis, qui permet, au moyen de la combinaison de fils de différentes couleurs et tons, de recréer visuellement des images réelles.
Les cartons étaient une esquisse très précise, de couleur et taille réelles et proposant le motif que les tisserands devaient reproduire. Ces peintures doivent leur nom de « carton » au matériel sur lequel les esquisses étaient peintes, plutôt que sur toile ou table. Le choix d'un support aussi humble s'explique par le fait que ces modèles ou patrons n'étaient pas valorisés comme des œuvres d'art en elles-mêmes, et leur conservation n'était pas obligatoire. Les tapisseries obtenues étaient en général encadrées ou encastrées dans les murs prévus, bien que, comme l'indique Tomlinson, dans beaucoup de cas, cette tâche n'était pas réalisée, et les tapisseries étaient simplement pendues.
Le métier à tisser est l'instrument le plus précis pour dessiner une tapisserie et sa base est le fil de chaîne. Il s'agit d'un ensemble de fils parallèles dans le sens longitudinal sur lesquels on dessine les scènes des cartons. La confection de la tapisserie est une tâche très lente et qui se réalise au moyen de deux types de métiers à tisser : dans le métier de haute-lisse, le carton se situe derrière et le tisserand se sert d'un miroir pour manipuler le travail ; deux de basse-lisse permette une plus grande rapidité car le travail s'effectue à l'envers de la pièce ; par ailleurs, ce dernier diminue considérablement le coût de l'œuvre tandis que sa qualité est inférieure à celle des œuvres réalisées avec un métier à tisser de haute-lisse.

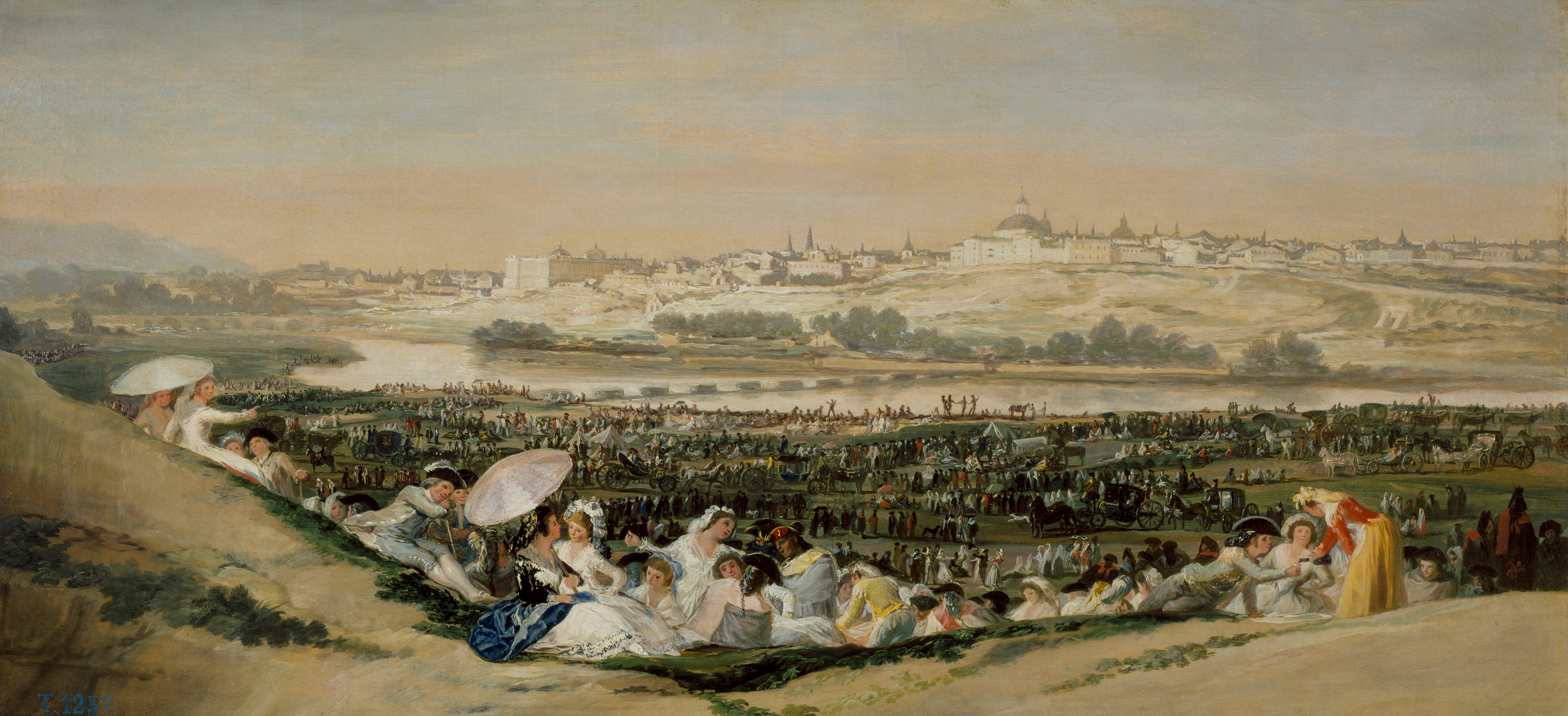
La Pradera de San Isidro (« La Prairie de Saint-Isidore », 1788).

La Fabrique royale commença ses labeurs avec des métiers à tisser de basse-lisse, mais sept ans après, Antoine Lainger — de l'usine Gobelinos — installa ceux de haute-lisse. Ainsi, des résultats de meilleure qualité furent obtenus. 1727 est considéré comme l'année de l'apogée de la tapisserie en Espagne.
Un document de 1790 détaille le processus de réalisation des cartons. Les mesures de la salle où était destinée la tapisserie, en particulier des murs, étaient prises et envoyées au directeur de la fabrique. La plupart des clients demandaient des cartons de thèmes champêtres, cocasses, allégoriques, tandis que très peu demandaient des thèmes d'allusion historique.
Dans le cas spécifique des cartons de Goya, les tisserands de la Fabrique royale ont formulé des plaintes contre l'aragonais pour le détail avec lequel il réalisait les esquisses, en particulier dans le cas de La Pradera de San Isidro (« La Prairie de Saint-Isidore », 1788). Cette esquisse, de caractère pré-impressionniste, raconte une scène avec une telle quantité de minuscules détails qu'elle est impossible à reproduire sur tapisserie. Les restrictions artisanales se sont imposées dans ce cas, et à la suite de cette situation, conjuguée à la mort de Charles III, l'œuvre est restée à l'état d'esquisse.
Dans La Feria de Madrid (« La Foire de Madrid », 1777-1779), les trois personnages centraux de la composition sont très illuminés. Mais dans la tapisserie, d'autres détails ont dû être pris en compte — contrairement à ce qui arriverait quelques années plus tard avec La Prairie de Saint-Isidore — et la luminosité du tableau original a dû s'estomper. La tapisserie perdit en partie l'essence de l'esquisse. Dans La cometa (« Le Cerf-volant »), un tableau de structure pyramidale, les couleurs de la veste de l'homme au premier plan passèrent de rouge à ocre et jaune. En 1780, Goya peignit les esquisses de Las Lavanderas (« Les Lavandières ») et El Resguardo de tabacos (« La Cachette de tabac »), où ne sont inclus aucun détail qui se trouvent sur les tableaux finaux, mais il semblerait qu'ils aient été tracés par Goya en accord avec les tisserands principaux.

## Structure

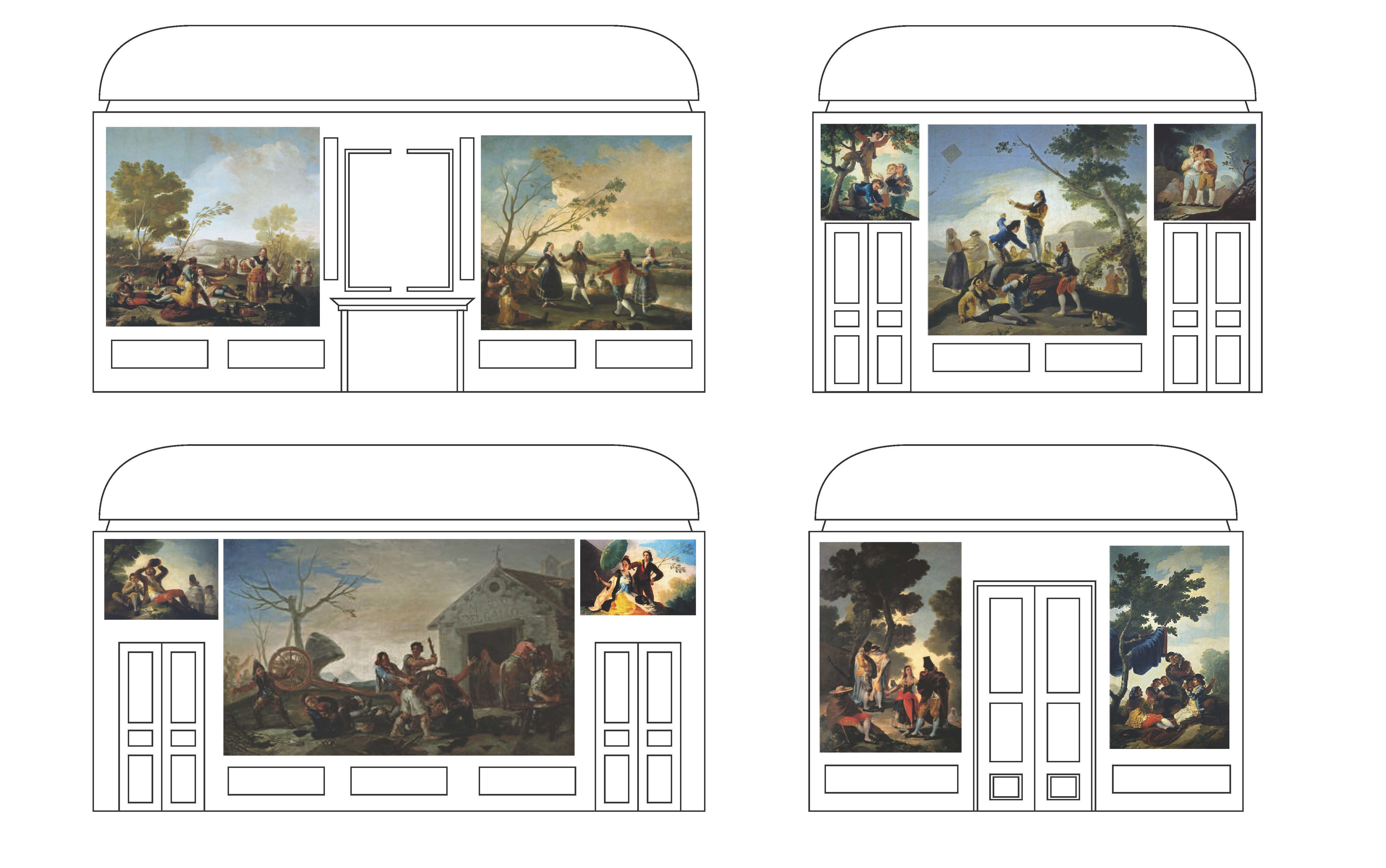
Exemple de disposition des tapisseries de Goya au palais du Pardo.

Le nombre de séries ne fait pas consensus au sein des critiques d'arts. Bozal pense à quatre séries, de même que Glendinning. Tomlinson diffère en réalisant une chronologie de sept séries, de même que le site du musée du Prado (et bien que le guide officiel évoque cinq séries), en divisant les quatre séries proposées par Bozal et Glendinning. Ces derniers définissent la chronologie par résidences, qui voit la première série correspondre à l'Escurial, la deuxième au palais du Pardo, la troisième à la chambre du Pardo et la quatrième au bureau de l'Escurial, tandis que Tomlinson se base sur une analyse stylistique et sur la destination des tableaux. Pour plus de clarté, nous conserverons la structure utilisée par le musée du Prado, qui offre un sous-site Web consacré au cartons.
La structure de Bozal et Glendinning, avec les sous-séries distinguées par Tomlinson et le musée du Prado, pour plus de clarté, donne ceci : 
- Première série : thèmes de la cour cynégétique pour la salle à manger des princes des Asturies à l'Escurial (1775).
- Deuxième série : divertissements populaires et loisirs champêtres pour le palais du Pardo (1776-1780).
  - Salle à manger des princes des Asturies
  - Chambre des princes des Asturies
  - Antichambre des princes des Asturies
- Troisième série : les saisons de l'année et autres scènes de portée sociale, destinées à la salle à manger des princes et à la chambre des infantes d'Espagne au palais du Pardo (1786-1788).
  - Salle à manger des princes des Asturies
  - Chambre des infantes
- Quatrième série : jeux et aspects joyeux de la société espagnole. Élaborée pour le bureau du roi à l'Escurial (1791-1792).

L'ensemble indépendant des séries selon Tomlinson et le musée du Prado est donc comme suit :
- Première série : salle à manger des princes des Asturies à l'Escurial (1775).
- Deuxième série : salle à manger des princes des Asturies (1776-1778)
- Troisième série : chambre des princes des Asturies (1777-1780)
- Quatrième série : antichambre des princes des Asturies (1777-1779)
- Cinquième série : salle à manger des princes des Asturies (1786-1787)
- Sixième série : chambre des infantes (1788)
- Septième série : bureau du roi à l'Escurial (1791-1792).

## Analyse

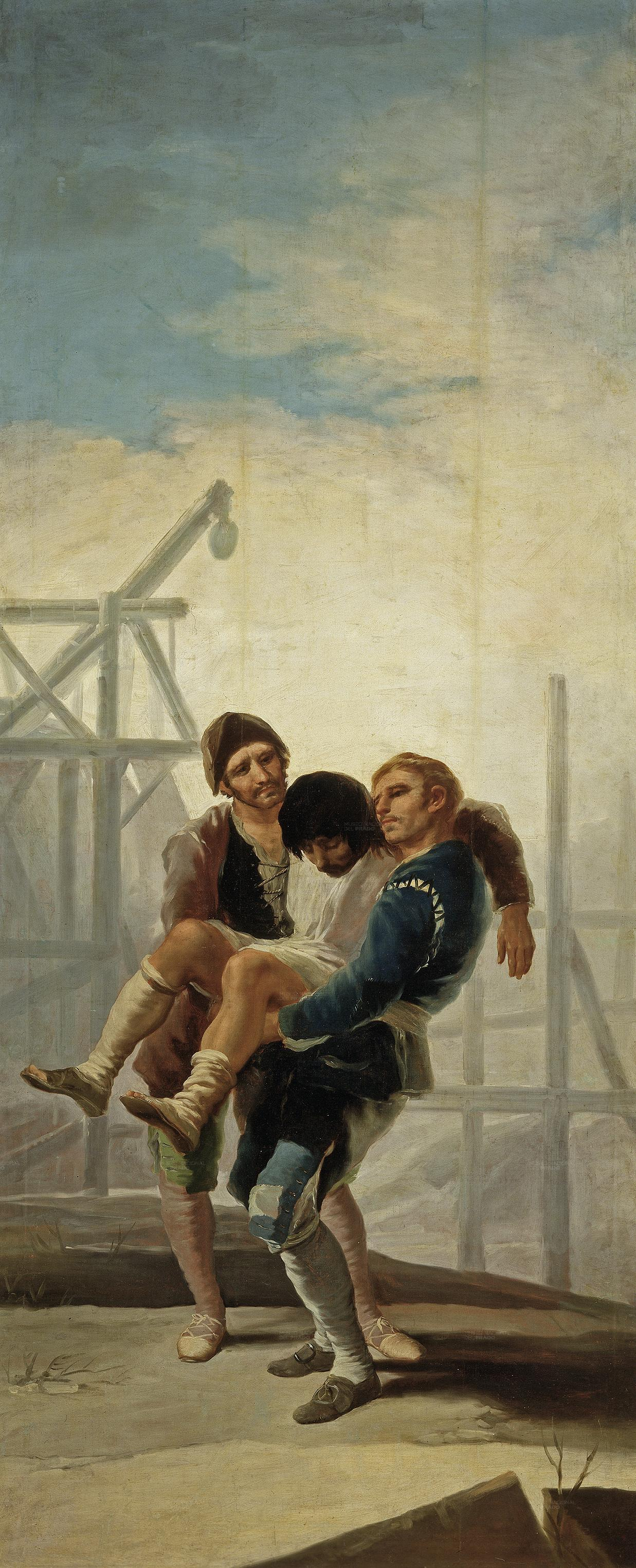
El Albañil herido (« Le Maçon blessé », 1786). Hagen considère qu'il peut s'agir d'une allégorie au décret que Charles III avait publié pour protéger les artisans qui se blesseraient au travail.

### Analyse d'ensemble
Quand Goya arriva à Madrid, le roi était Charles III, féru de chasse, comme son fils Charles IV. La cour avait des sièges itinérants car le roi souhaitait passer la plupart du temps hors de la capitale et dans les sites royaux habilités pour les activités cynégétiques. La famille royale résidait au monastère de l'Escurial de septembre à décembre, ce qui rendit nécessaire d'habiliter des chambres qui jadis étaient destinées aux serviteurs des membres de la famille royale. Il fallut également décorer les chambres de tapisseries et cela amena le roi à engager de nouveaux peintres pour la Fabrique royale, dont Goya. En attendant, la famille royale se logea au palais du Pardo — à une quinzaine de kilomètres de Madrid — du 7 janvier au dimanche des Rameaux. Charles III dupliqua l’extension du site et ajouta une aile orientale à l'ensemble du palais. C'est là que furent accrochées beaucoup des tapisseries de Goya.
Bien que la peinture de cartons ne fût pas un travail qui amènerait à Goya une grande réputation, beaucoup d'auteurs spécialisés considèrent que Goya a essayé d'atteindre le sommet de la pyramide sociale par le biais de ses cartons. Il a en effet pu s'introduire grâce à eux dans la capitale, et, plus important, dans la Cour. Quelques années plus tard, il présentera directement au roi et aux princes ses œuvres, et parviendra même à baiser leurs mains. Ainsi, de simple peintre de province, il devint l'un des artistes les plus réputés de la Cour.

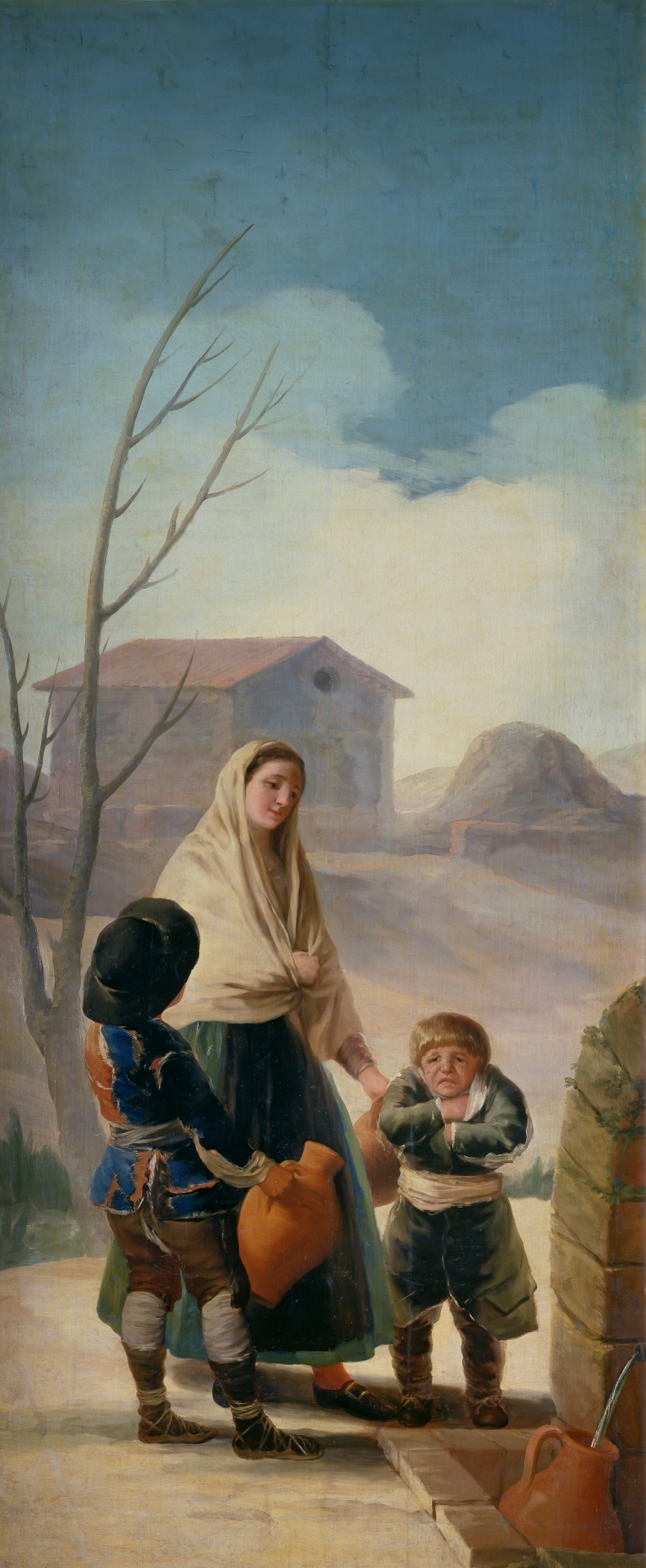
Los Pobres en la fuente (« Les Pauvres à la fontaine », 1786-1787).

Dans les chambres royales, où étaient accrochées des tapisseries, primait le bon goût et la stricte observation des normes artistiques. L'Aragonais mélangea le rococo tiépolesque avec l'art néoclassique qu'Anton Raphael Mengs a mené à son apogée. Les scènes doivent, en plus, être charmantes et variées dans leurs thèmes. Bien que les œuvres ne soient pas d'un plein réalisme, certaines d'entre elles débordent de vérisme, comme Le Maçon blessé ou Les Pauvres à la fontaine.
Jusqu'alors, le maître de Fuendetodos n'avait travaillé que sur des scènes religieuses. Il fut donc nécessaire de s'éloigner du baroquisme tardif qu'exprimaient ces tableaux, de même que du rococo, afin de pouvoir obtenir des pièces « naturelles ». Le néoclassicisme tellement en vogue lors des décennies antérieures à l'exécution des premiers cartons de Goya n'étaient pas la voie la plus idoine pour transmettre la vivacité d'une scène populaire, comme celles des majos et majas en train de jouer — qui parfois étaient des aristocrates déguisés afin de pouvoir échapper à leur hiératique existence. Le pittoresque avait besoin que l'ambiance, le type, le style, les paysages et les scènes semblent quotidiennes et contemporaines au spectateur, comme une scène de la vie de tous les jours. Elles devaient en plus avoir un certain climat de diversion et d'amusement qui éveille la curiosité et ne s'éloigne pas de l'intérêt du client. Le réalisme que devait posséder la peinture capterait le motif en l'individualisant, car les personnages des peintures de mœurs sont, au contraire, des membres représentatifs d'un groupe.
Il est naturel que Goya ait peint des scènes cynégétiques pour la salle à manger des princes à l'Escurial, un palais célèbre pour ses sites de chasse alentour pour les membres de la Cour. Il n'est pas surprenant que la deuxième série ait eu trait à des thèmes champêtres, très appropriés pour une salle à manger. En ce sens, ses cartons de Baile a orillas del Manzanares (« Danse sur les rives du Manzanares »), La Merienda a orillas del Manzanares (« Le Goûter au bord du Manzanares ») et Muchachos cogiendo frutas (« Garçons cueillant des fruits ») sont remarquables.
Mais le fait qu'elles fussent destinées aux chambres royales n'excluait pas la présence de scènes violentes, qui faisaient intégralement partie de la vie espagnole de l'époque. Goya introduisit des notes dramatiques dans la série, ce qui deviendrait par la suite l’archétype de certaines de ses gravures. La Riña en la Venta Nueva (« La Dispute à la Venta nueva ») est une scène violente qui contraste avec la tranquillité qui émane de cartons comme El Quitasol (« L'Ombrelle ») et Le Goûter au bord du Manzanares.
Un nouveau style, que Mengs commenta dans sa Carta a Pons, apparut, et Goya est l'un de ses premiers représentants. Connu comme Lo Sublime Terrible, ses contemporains louèrent la force avec laquelle l'Aragonais propose ces thèmes. José Moreno de Tejada exprima cette vision dans un poème de 1804, où il fait référence à La Nevada comme d'« une peinture qui lui a semblé non seulement sublime mais capable d'exprimer la tristesse et même la peur au moyen du paysage ». Mais comme ses œuvres étaient destinées à des pièces royales, Goya ne put développer des peintures qui pussent recevoir complètement l'appellation de « Sublime ». Les cartons incluant des détails avec de grandes masses de gens (comme La Prairie de Saint-Isidore) pourraient être un véhicule approprié pour développer le style du « Sublime ». Cependant, c'est l'infime espace qu'ils occupent qui empêche d'approfondir les éléments propres à ce style.
Toujours selon Glendinning, à plusieurs reprises, l'idée principale de Goya pour un carton changeait pour s'adapter au métier à tisser et même au goût des princes. Goya dut préparer plusieurs fois une tapisserie droite en accord avec les conventions du moment, comme pour La Novillada et La cometa (« Le Cerf-volant »), mais pas avec L'Ombrelle.

### Thèmes abordés

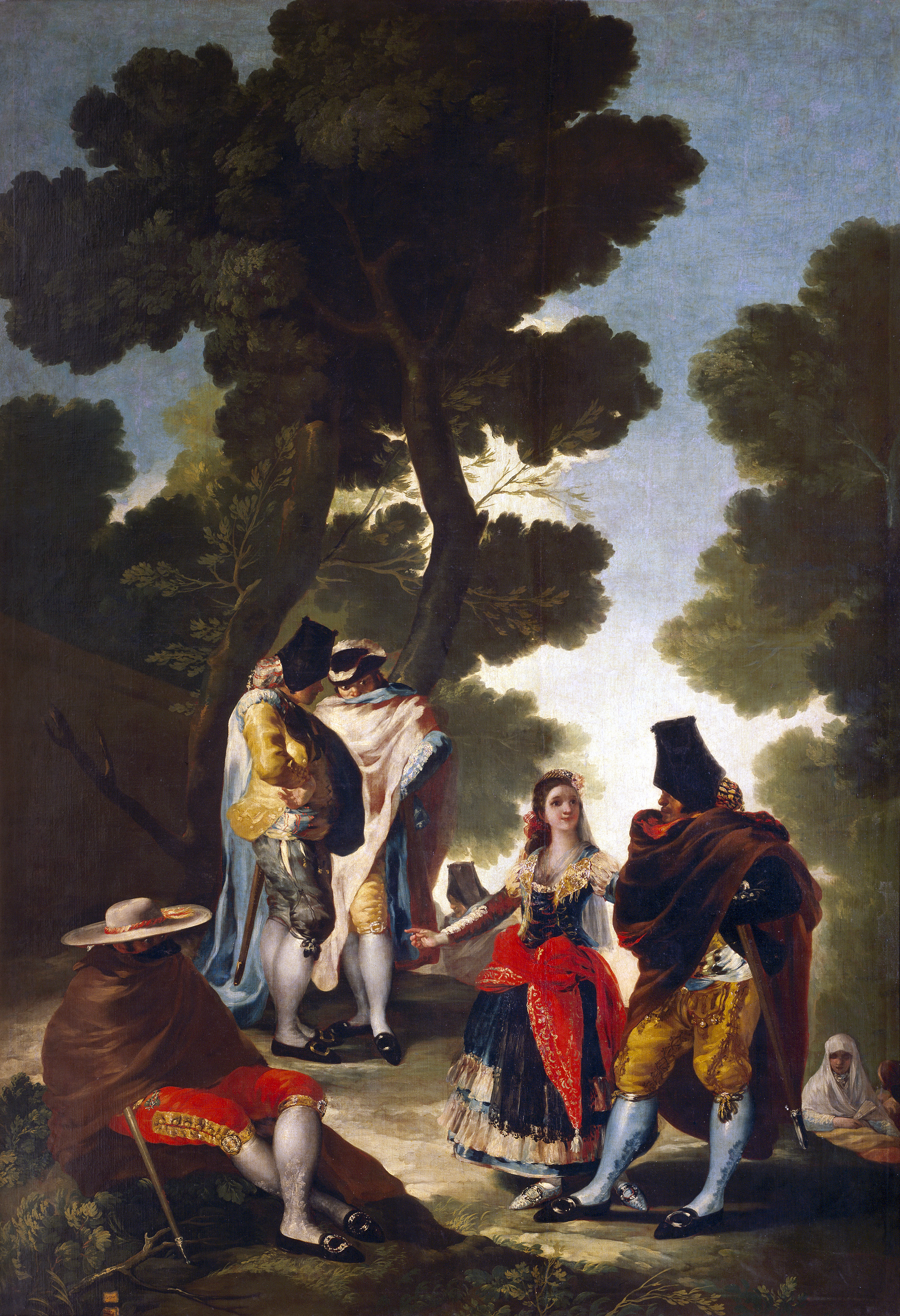
El paseo de Andalucía (« La Promenade en Andalousie », 1777).

Les thèmes bucoliques et cynégétiques inondent les compositions prévues par l'aragonais pour la Fabrique royale. Contrairement à la cour des Habsbourg — en particulier Philippe IV —, les Bourbons n'aimaient pas les scènes du passé, mais plutôt les populaires, bon enfant, qu'ils pussent imaginer comment on vivait dans l'Espagne de leur époque.
Goya abandonna les sujets religieux et historiques sur lesquels il avait travaillé à Saragosse. Dans ses premiers cartons, il est surveillé de près par Francisco Bayeu ; à tel point que ses œuvres sont quelque peu influencées par son style. La chasse et la pêche, loisirs favoris du prince, sont traités dans la première série.
Pour les prochaines séries, Goya ajustera les scènes au goût de la princesse Marie-Louise de Bourbon-Parme, qui souhaite voir des tapisseries avec des thèmes champêtres, les diversions des galants et l'ambiance allègre et amusante du Madrid du XVIIIe siècle. Hagen affirme que cela est dû au fait que la princesse ne pouvais pas librement avoir de vie sociale avec les classes plus populaires du fait de son très haut rang.
L'un des motifs habituels des cartons de Goya est l'enfance. Niños inflando una vejiga (« Enfants gonflant une vessie »), de la deuxième série, est un hommage caché à l'œuvre de Pieter Brueghel l'Ancien ainsi qu'à certains thèmes de la littérature allemande. Selon Tomlinson, Goya a eu des altercations avec des tisserands à cause de l'inclusion de deux hommes au second plan de ce carton qu'il serait pratiquement impossible de retransposer sur une tapisserie. Malgré cela, la peinture est la première preuve de brièveté dans le divertissement et la joie des enfants, une constante idéale dans l'œuvre de Goya. Un autre des tableaux qui fait allusion à l'enfance est Garçons cueillant des fruits, fortement en relation avec une autre peinture d'une série postérieure, Garçons grimpant à un arbre. Le carton inclut une métaphore relative à l'état du fruit : s'il est mûr, on obtiendra une grande satisfaction sensuelle ; s'il est pourri, l'effort aura été en vain. Cette allégorie avait déjà été exprimée par Diego de Torres Villarroel dans La fortuna varia y loca.
Los majos — traduisible par « galants » — sont habituels dans l'art goyesque. La Maja et les masques est la plus fidèle représentation — voire un hommage — à la façon d'être et au mode de vie des majos, qui avaient protagonisé quelques mois plus tôt une révolte contre la prohibition de la cape et du chapeau ailé.

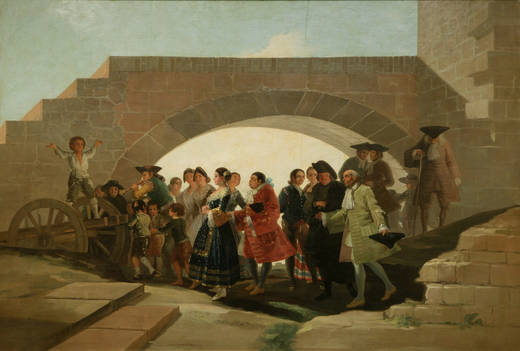
La Boda (« Le Mariage », 1792).

La culture espagnole s'est « afrancisée » avec l'arrivée au trône des Bourbons. Il est possible que les précédents des peintres néoclassiques aient influencé Goya pour sa deuxième série. L'Ombrelle montre une jeune femme parée à la mode espagnole mais avec une coiffure à la mode française. Il est également possible qu'il s'agisse d'une maja, mais l'hypothèse la plus acceptée reconnaît une jeune femme au sommet de sa beauté, à quinze ans et quand elle commence à envisager le mariage. La même approche à l'art français se constate dans une autre œuvre classique des cartons : La Poule aveugle.
Bien que Goya n'ait peint que des thèmes allègres pour les palais royaux, on peut deviner dans ses dernières séries de cartons le vérisme qu'il va utiliser dans des tableaux postérieurs, tels que Dos de Mayo et Tres de Mayo. La Nevada abandonne complètement le thème des divertissements champêtres et montre un paysan souffrant des rigueurs de l'hiver. De la même année date Le Maçon blessé, qui fait référence à la douleur et à la souffrance de la classe basse, mais également au décret publié par le roi protégeant les artisans des accidents du travail.
Deux de ses derniers cartons — Le Mariage et El Pelele (« Le Pantin ») — mettent en évidence le caractère satirique de l'auteur. La première est une critique acerbe aux mariages arrangés : dans un village se célèbre l'union entre une belle jeune femme et un homme âgé au visage simiesque, où la marionnette représente un homme. Dans l'l'esquisse de la deuxième, on voit un homme avec la tête haute mais retombée, comme une victime désemparée. Il s'agit d'un jeu symbolique qui offre plusieurs interprétations : d'une part celle des femmes qui se vengent sur les hommes pour leur condition sociale ; et d'autre part, comme dans Las Gigantillas, celle des changements de ministre en Espagne à cette époque.

### Style utilisé
Le style des cartons de Goya reflète souvent ses aspirations d'atteindre une catégorie sociale plus haute. Le nouveau style des cartons peut s'apprécier à partir de 1786, quand Goya revient à la Fabrique avec le statut d'artiste réputé et avec un plus haut niveau social. La facture académique, presque néoclassique, des Italiens Amigoni et Tiepolo, influe fortement sur l'Aragonais, en particulier sur la série des quatre saisons.

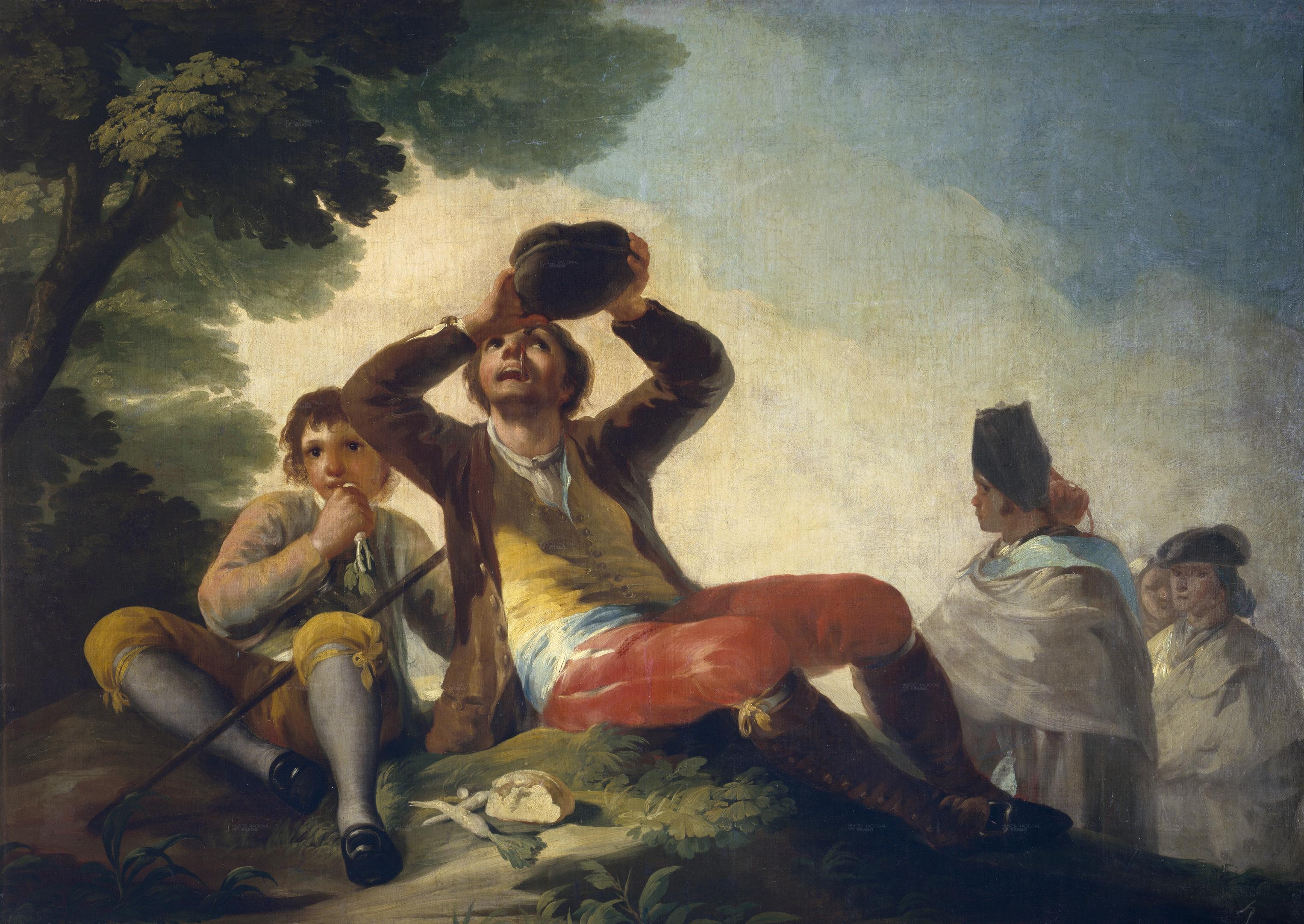
El Bebedor (« Le Buveur », 1777). C'est un exemple du schéma pyramidal unanimement acclamé à l'époque de Goya, et l'une des scènes les plus bon enfant et populaire des cartons.

Après avoir été nommé Peintre de Chambre par Charles IV en 1789, Goya obtient encore plus de prestige, et cela se reflète sur son art. Il réalise ces années-là La Prairie de Saint-Isidore. Bien qu'il s'agisse d'un cadre approprié pour des insinuations de type sexuel, le peintre refuse de le faire car la tapisserie est destinée à la chambre des infantes. De la même manière, la nature allégorique et métaphorique de ses œuvres de l'époque fait que la dernière série soit plus inclinée vers la folie humaine que vers d'autres détails propres aux goûts royaux.
Comme vu précédemment, les cartons de Goya ont fréquemment recours à la vie populaire de Madrid et montrent le lent « afrancisement » de la ville, qui se pare et adopte des mœurs du pays voisin. Malgré le très fort rejet aux Français — populairement appelés gabachos, jusqu'aujourd'hui —, les Espagnols, pas seulement les Madrilènes, ont même accepté un chef d'État français, à la lueur du XVIIIe siècle. Mais le délicat équilibre qui s'établit dans la deuxième moitié de ce siècle s'effondrera définitivement lors de la guerre d'indépendance espagnole, ce qui renforcera l'idéal romantique de la recherche d'une identité nationale propre.
Glendinning signale que pour beaucoup de ses premières compositions, Goya a eu recours à un schéma pyramidal, comme Le Cerf-volant, Le Buveur et El Ciego de la guitarra (« L'Aveugle à la guitare »). Fidèle admirateur de Velázquez, l'Aragonais utilise un coup de pinceau fort et décisif qui a souvent provoqué des problèmes aux tisserands. En accentuant les détails de lumière, le maître laissait de côté les ombres et rompait avec l'équilibre existant entre les deux éléments les plus importants de la composition picturale. Il est connu que la façon de travailler de Goya a empêché la réalisation d'une première version de L'Aveugle à la guitare ; le peintre a été obligé de substituer un homme avec une charrue par un arbre incliné et un pêcheur. La même chose est arrivée trois ans avant avec La Caza de la codorniz (« La Partie de chasse »), où Goya a dû changer radicalement la localisation et la couleur de la veste du chasseur au premier plan.

### Influences
Dans ses premières années de peintre, Goya avait été l'élève du maître José Luzán, l'un des peintres les plus réputés de Saragosse. Bien qu'on ne puisse pas trouver de nombreuses références à cet artiste dans ses tableaux, l'une des plus notoires est dans La Prairie de Saint-Isidore.

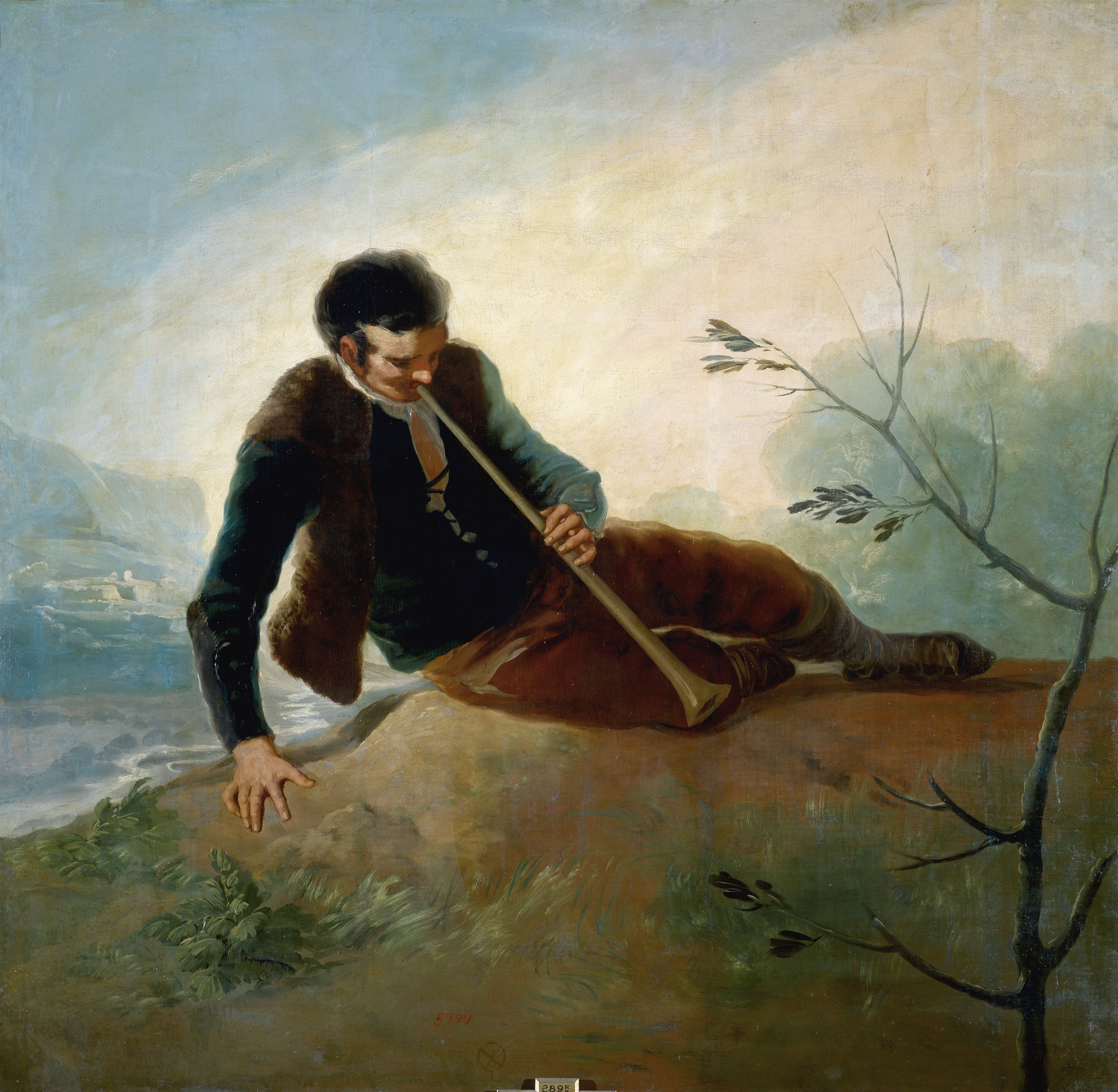
Pastor tocando la dulzaina (« Berger jouant de la dulzaina », 1786-1787).

L'art italien, que Goya a pu étudier lors de son séjour en Italie en 1771, laissa son empreinte dans certains de cartons. Tomlinson fait remarquer que les œuvres des deux plus grands peintres italiens de l'époque, Tiepolo et Amigoni, ont pu inspirer plusieurs cartons de Goya. La rigidité académique, utilisée spécialement dans les thèmes mythologiques et historiques — comme les œuvres tiépolesques —, a été combinée au délicat et fin art rococo pour donner lieu à quelques-uns des plus célèbres cartons de goya. La peinture baroque italienne a également exercé une certaine influence sur Goya, notamment dans des œuvres comme El Cazador con sus perros (« Chasseur avec ses chiens ») et Pastor tocando la dulzaina (« Berger jouant de la dulzaina »). Toutes les deux sont à mettre en relation avec des dessins et gravures italiens que Goya a pu connaître en Italie. Le Caravage a peint Les Tricheurs, dont le schéma et les tonalités sont reproduites par Goya dans Jugadores de naipes (« Les Joueurs de cartes »).
Le rococo est le style utilisé dans tous les cartons de Goya à l'exception de La Nevada, Le Maçon blessé, Les Pauvres à la fontaine et leurs esquisses respectives. Le peintre prenait une palette de tons chauds et les renforçait par touches de pâtes. Un style qui a offert à Goya la possibilité de créer son propre schéma pyramidal. Ainsi, il situait les personnages principaux au premier plan, les figurants derrière un monticule et en fond un paysage travaillé. Les traits principaux du rococo qui peuvent s'admirer chez Goya sont la vivacité, la curiosité, le chromatisme de roses doux, les textures de tampon dans les robes des femmes, un paysage de fond lumineux, etc..
L'Ombrelle est l'œuvre qui conserve le plus la relation avec la peinture française. Tomlinson identifie comme prototype du tableau les œuvres Concert au parc de François Boucher et la gravure Près de vous belle Iris de Nicolas Lancret, dont l'estampe est conservée au Palais royal de Madrid et a pu être étudié par Goya. D'autres hypothèses considèrent comme influence Moïse sauvé des eaux de Charles de La Fosse et Chasse au sanglier, une fine allégorie de l'Europe par Joseph Parrocel ; dans ces deux tableaux, en effet, apparaît une ombrelle. D'un autre côté, le français Jean Ranc était Peintre à la Cour de Philippe V, mais avant d'aller en Espagne, il avait réalisé Vertumne et Pomone, que Goya a dû connaître au travers d'une estampe. Le goût pour l'œuvre de Ranc à la cour a dû inciter l'aragonais à réaliser L'Ombrelle.

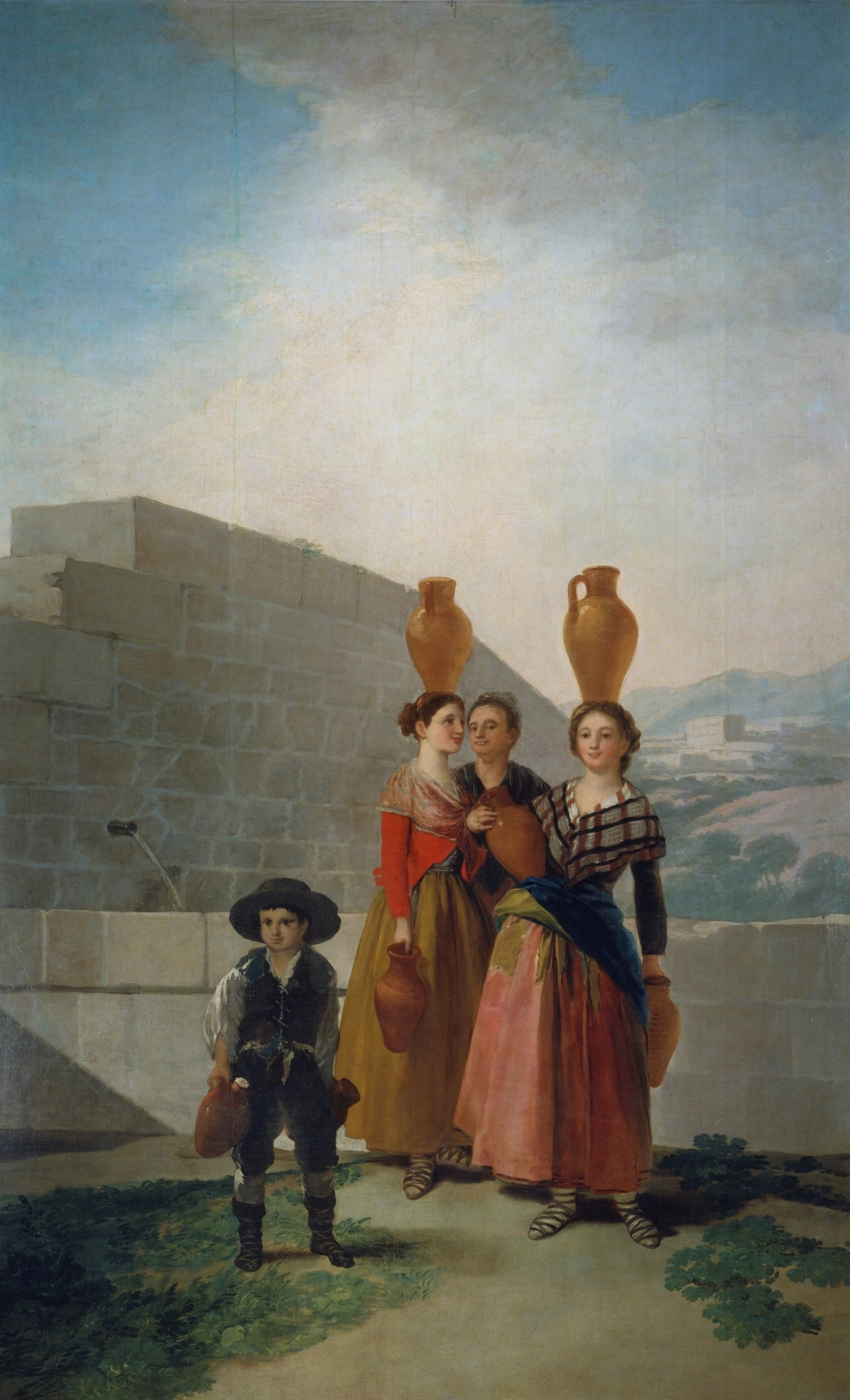
Las Mozas del cántaro (1791-1792).

D'autres tableaux de Goya ont pu s'inspirer de La Lettre d'amour de Jean-Honoré Fragonard et de Femmes à la source de Michel-Ange Houasse. Ce dernier est conservé dans les collections royales du Palais royal de Madrid, et il est hautement probable que Goya l'ait admiré et s'en soit inspiré pour Las Mozas del cántaro.
La littérature de l'époque était importante pour Goya au moment de réaliser certaines de ses œuvres. La Foire de Madrid et Le Goûter sont des illustrations de sainetes de Ramón de la Cruz, dramaturge reconnu. Leandro Fernández de Moratín, ami de Goya, était intéressé par le thème du mariage inégal que représente Le Mariage. Enfin, El Resguardo de tabacos traite d'un sujet qui plaisait beaucoup à Francisco de Quevedo et au comte de Villamediana, qui ont composé de célèbres sonnets sur ce thème. Il existe même un parallélisme avec le très usité thème du Lazarillo dans Le Buveur.
La Balançoire et La Novillada pourraient représenter un passage écrit par Nicolás Fernández de Moratín, père de Leandro, dans le poème clandestin Arte de las putas : 
« Huya el diestro costumbre tan maldita

dé siempre el hurgonazo de pasada

a Cándido incitando, el gran torero

qué, por la pronta, es limpia su estocada »
— Nicolás Fernández de Moratín, Arte de las putas (II, 135-138).
        
« Fuyez de cette bonne habitude si maudite

donnez toujours un coup de râble en passant

en incitant Candide, le grand torero

dont, tout d'un coup, l'estocade est propre »
Cependant, selon Jeannine Baticle, Goya n'aurait commencé à fréquenter les Lumières de la capitale qu'à partir de 1779, et il est probable qu'il n'ait eu accès à ce poème — écrit au début des années 1770 — qu'à travers eux, et donc après la réalisation de ce carton.
Au sujet du tableau le plus important de la dernière série, Le Mariage, Bozal explique la transition particulière du rococo qui imprègne la plupart des cartons vers un néoclassicisme accentué que Goya mènera à son apogée au début du XIXe siècle. Le peintre avait déjà essayé de passer son art du rococo vers le néoclassicisme, par exemple avec La Ermita de San Isidro (« L'Ermitage de saint Isidore », 1788).

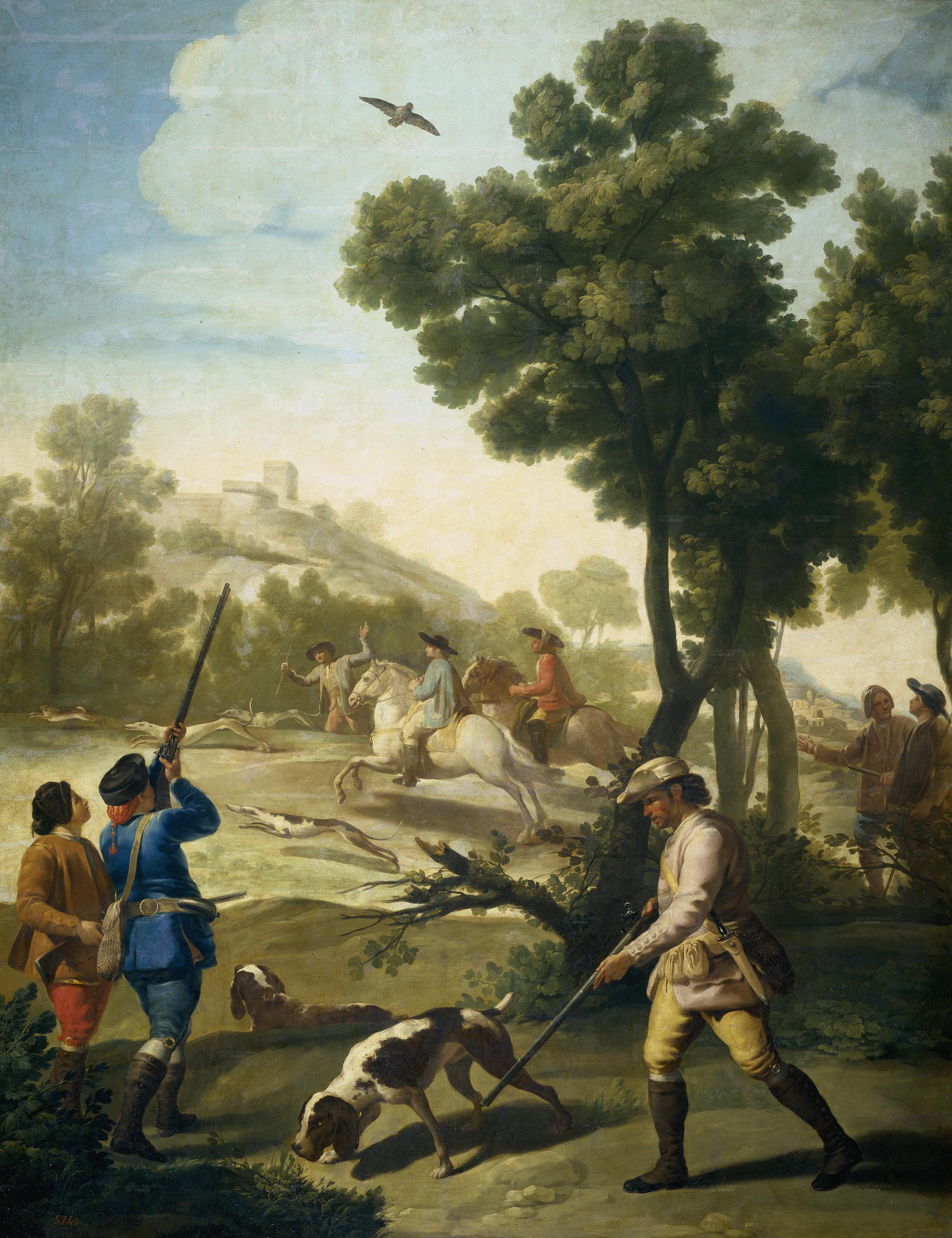
La Caza de la codorniz (« La Partie de chasse », 1775).

Dans La Caza de la codorniz (« La Partie de chasse »), comme dans tous les tableaux de la première et certains de la deuxième série, on note l'influence de Mengs avec la composition pyramidale et de Bayeu avec les couleurs vives et les personnages très naturels, les deux ayant tour à tour dirigé le travail de Goya à la Fabrique royale. D'autres cartonistes de la cour, comme José del Castillo, ont également influencé ces premières œuvres.
William Hogarth est un peintre anglais caractérisé par ses représentations très fermes de l'enfance ; Goya reprend cela dans L'Aveugle à la guitare. C'est la seule évocation de la peinture anglaise trouvée dans ses cartons. Los Leñadores (« Les Bûcherons ») et El Majo de la guitarra (« Le Galant à la guitare ») répondent à des œuvres similaires de Zacarías González Velázquez et à Ramón Bayeu, bien que ce dernier démontre une plus grande qualité de composition que Goya.
L'empreinte de Bartolomé Esteban Murillo et d'autres représentants de l'art baroque espagnol est assez claire dans des peintures comme Garçons cueillant des fruits et El Niño del árbol (« Garçons grimpant à un arbre ») : Murillo a réalisé à plusieurs reprises des compositions où ressortait le rôle des enfants jouant à attraper des fruits.
L'illustre personnage de Diego Velázquez, dont Goya a pu étudier les œuvres dans la propriété de la Casa Real, est la plus forte influence de l'art espagnol sur ses cartons, surtout au niveau technique. C'est ce qu'admire Jovellanos, ami du peintre. L'influence du peintre sévillan s'est renforcée après la période que Goya a passé au côté de l'infant Luis. Il a pu se servir de rapides coups de pinceau pour donner plus de vie à ses tableaux, à travers un magnifique effet d'abstrait. Dans pratiquement tous les cartons de la troisième et de la quatrième série, Goya applique une technique avec de forts coloris et une grande luminosité située au centre de la peinture, comme l'a fait Velázquez dans ses meilleures années. Dans la rivière d’El Resguardo de tabacos, il utilise un coup de pinceau identique à celui qu'avait l'habitude d'utiliser le sévillan, tandis que les natures mortes et les céramiques du Marchand de vaisselle évoquent un hommage au peintre et à son Christ dans la maison de Marthe et Marie. Par ailleurs, le portrait qui apparaît en second plan de La Foire de Madrid évoque une indubitable facture velasquienne, et la distribution des personnages et les tonalités brunâtres de El Juego de pelota a pala (« Jeu de balle avec raquette ») rappelle une fois de plus l'œuvre du maître de Séville.
La seule influence d'art étranger, en plus du français et du britannique, est celle de Rembrandt. L'hollandais, comme le disait Goya lui-même, était « son maître », en plus de Velázquez et la nature. Les tonalités vives et l'effet de taches que produit chez le spectateur El Columpio (« La Balançoire ») sont une référence implicite à l'art de Rembrandt.

### Références dans des œuvres de Goya postérieures

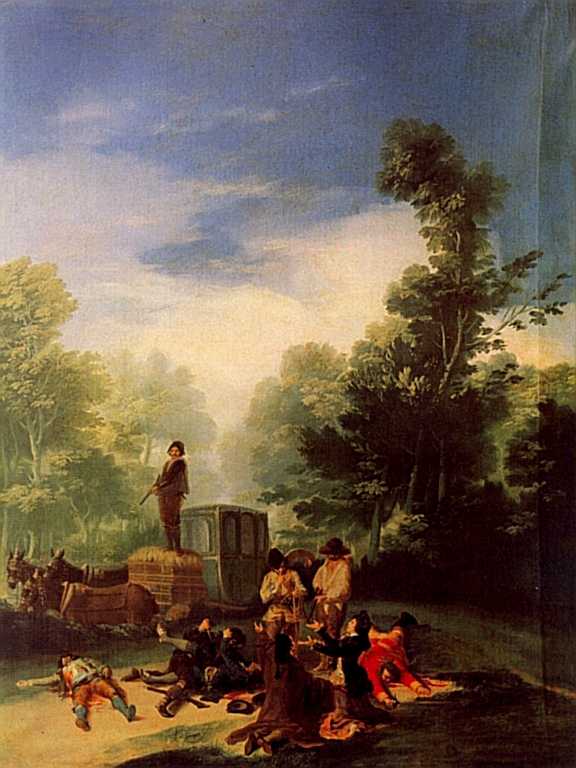
L'Attaque de la diligence (1786-1787).

### Première série : salle à manger des princes à l'Escurial (1775)

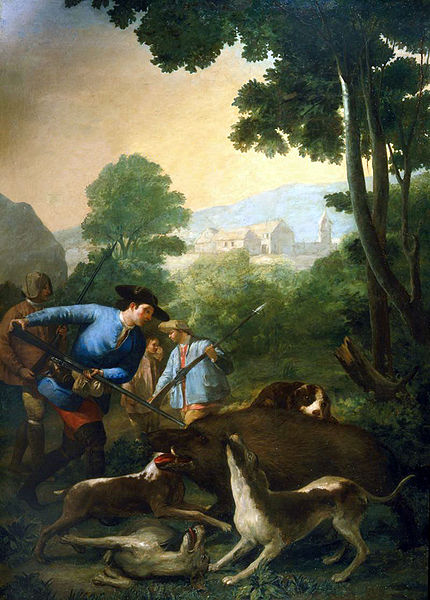
La Chasse au sanglier (1775).

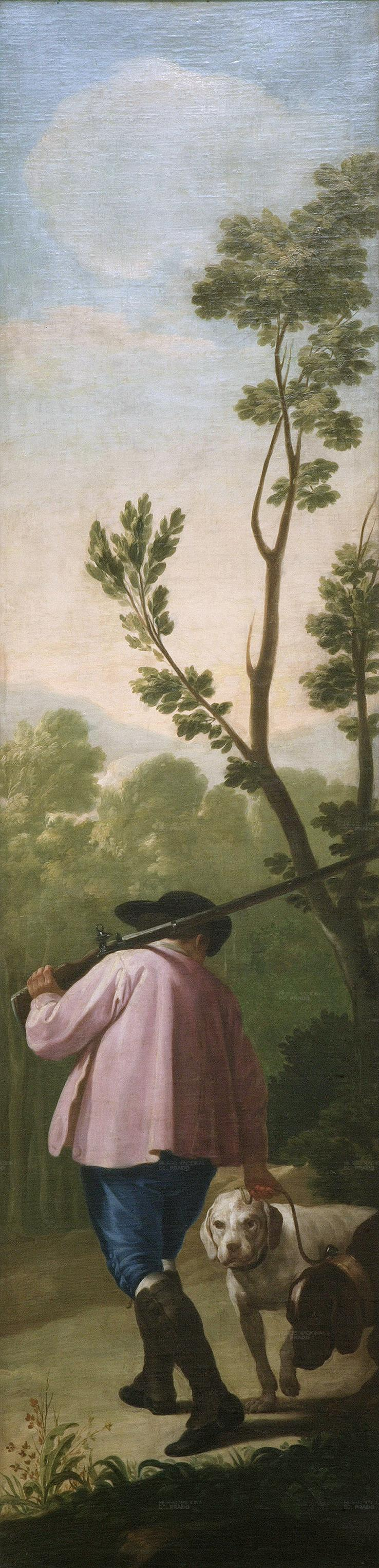
Chasseur avec ses chiens (1775).

### Deuxième série : salle à manger des princes au Pardo (1776-1778)

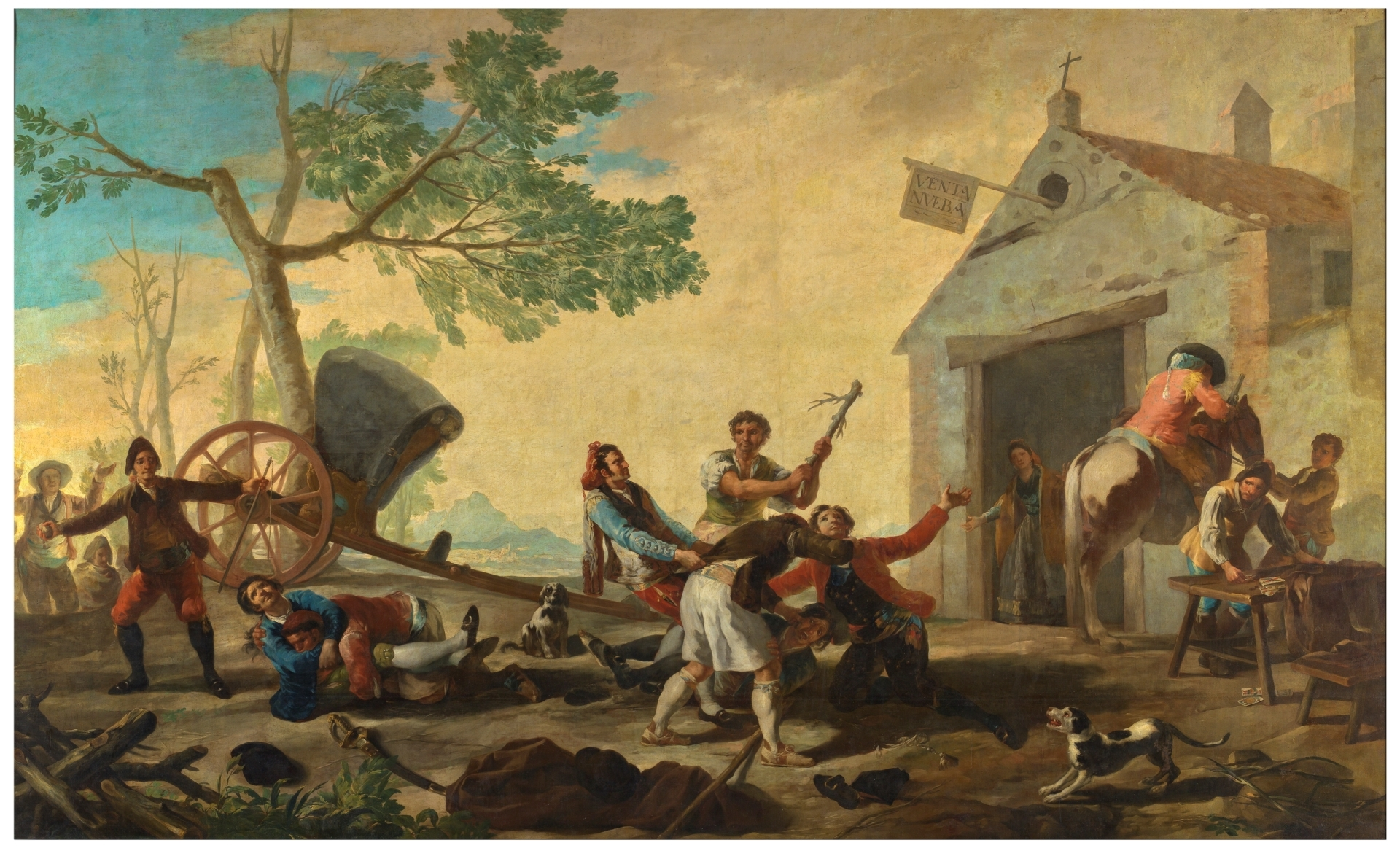
La Dispute à la Venta nueva (1777).

### Troisième série : chambre des princes au Pardo (1777-1779)

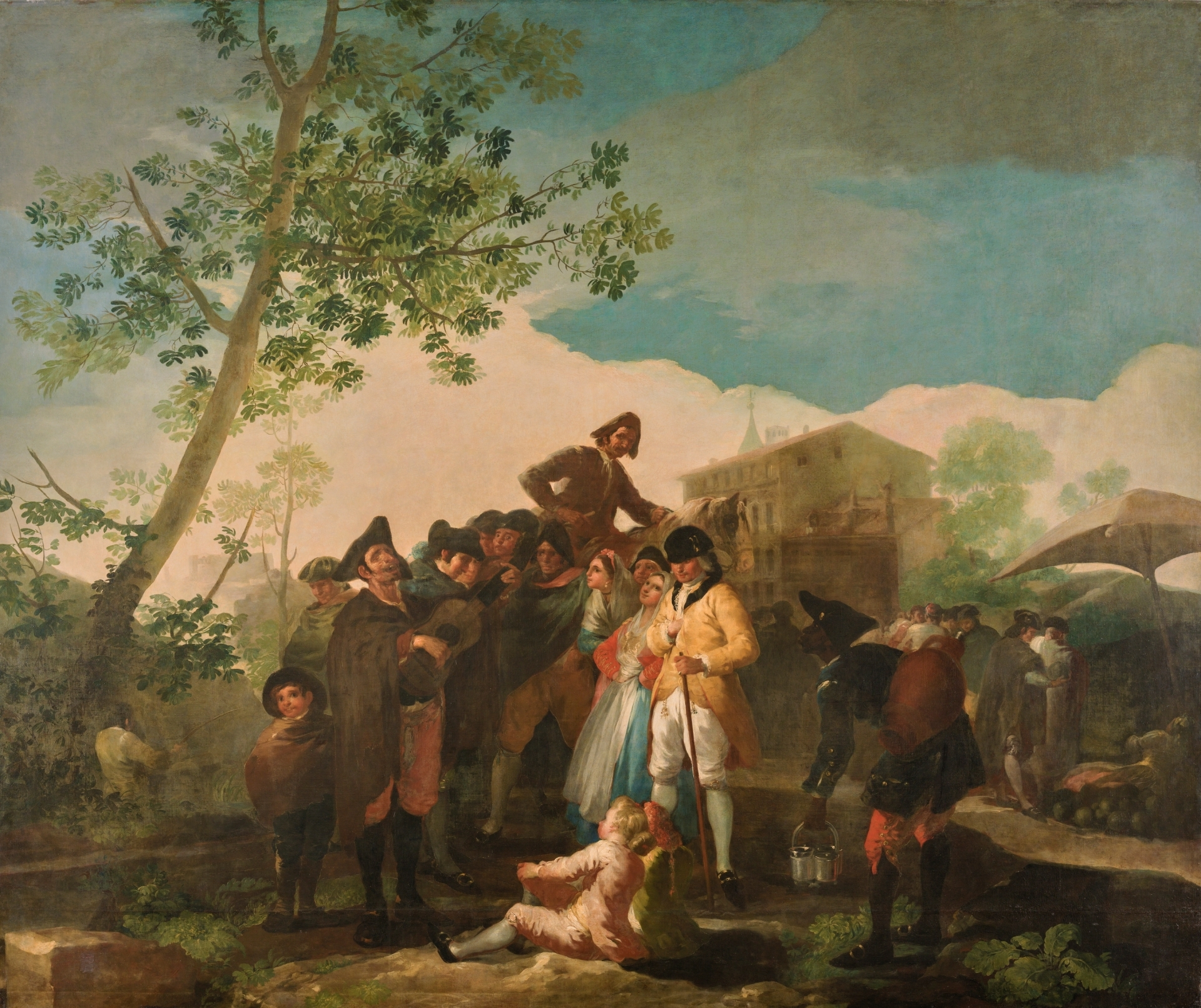
L'Aveugle à la guitare (1778).

Enfants dans un chariot (1779).

### Quatrième série : antichambre des princes au Pardo (1777-1780)

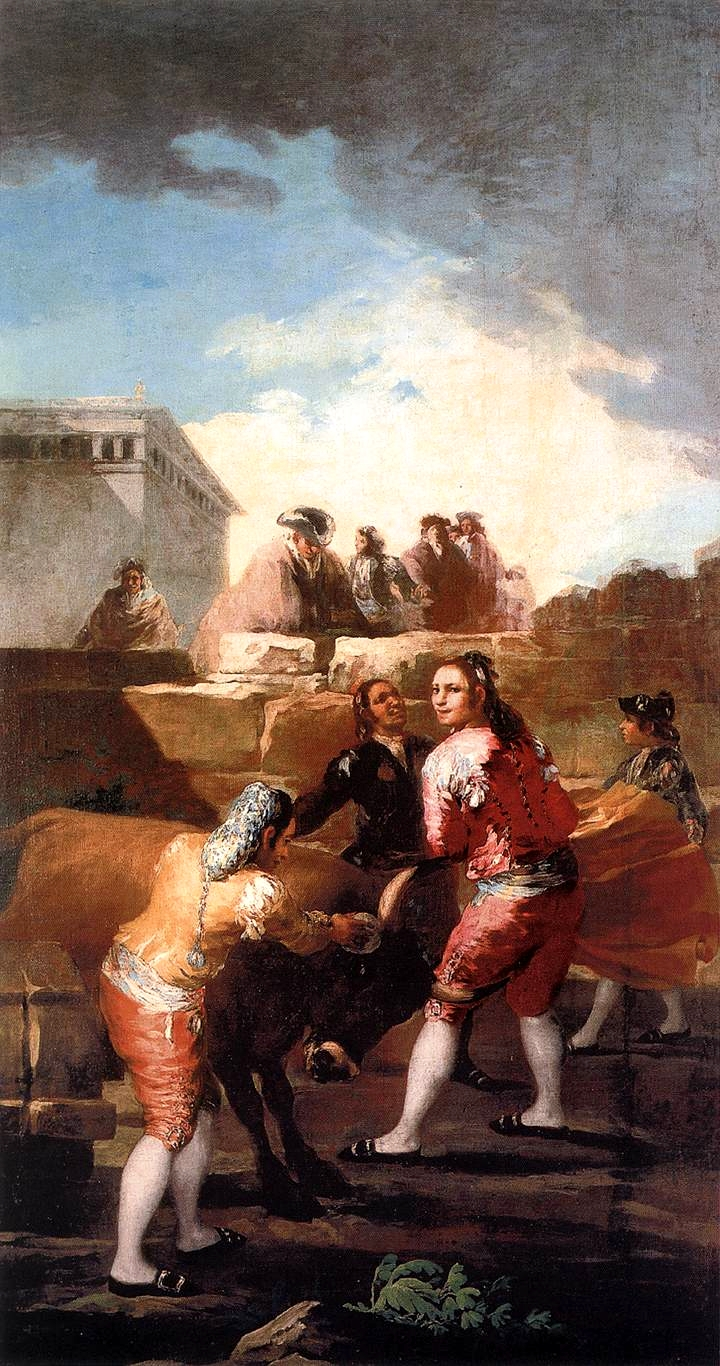
La Novillada (1780).

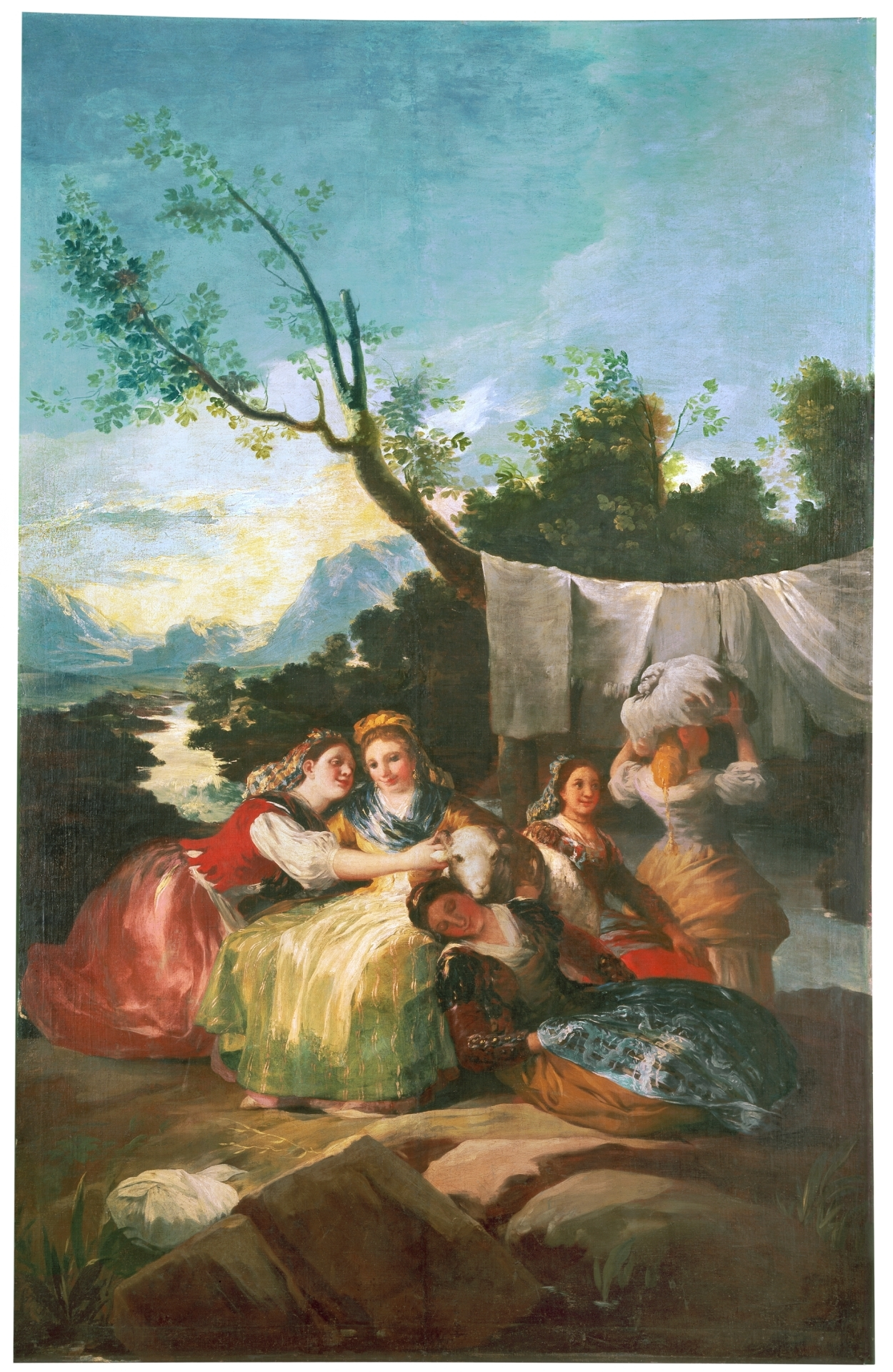
Les Lavandières (1780).

### Cinquième série : salle à manger des princes au Pardo (1786-1787)

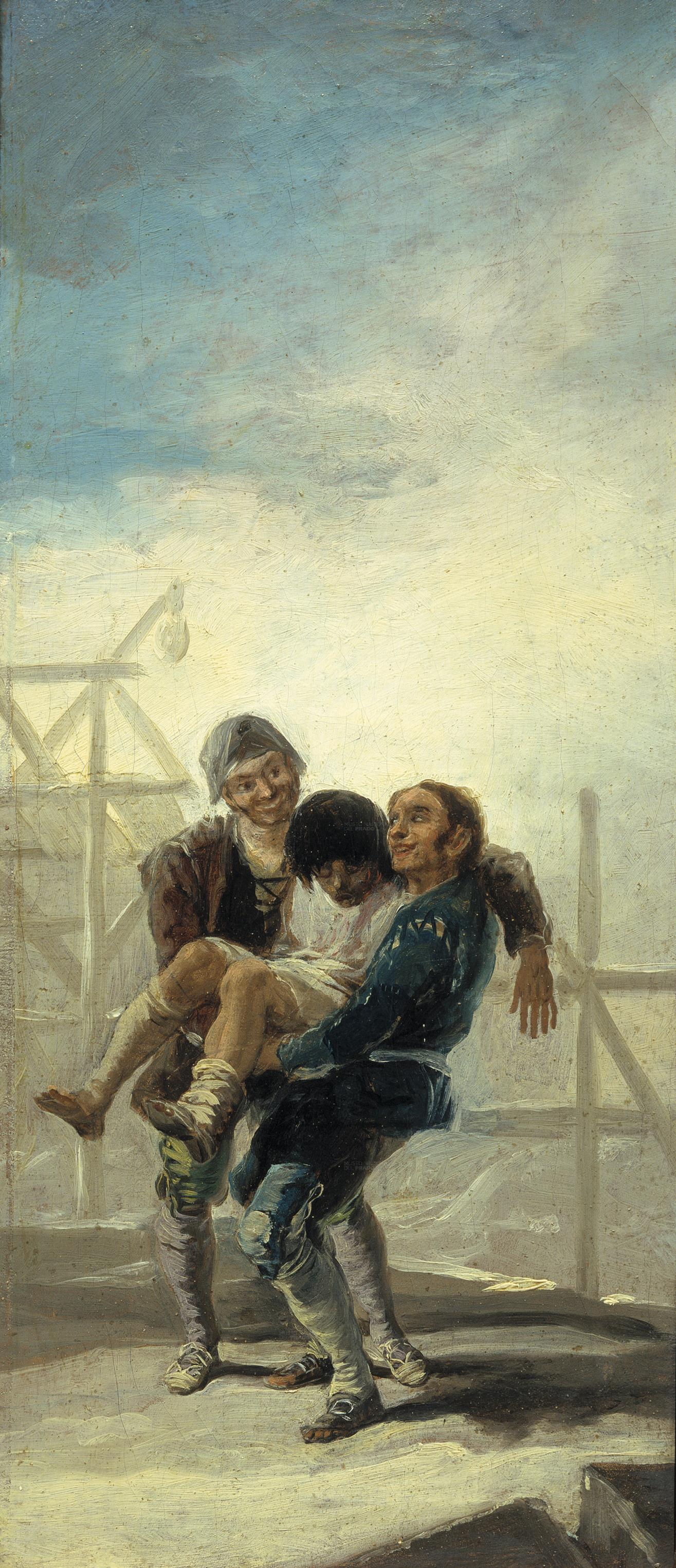
Le Maçon ivre (1786-1787).

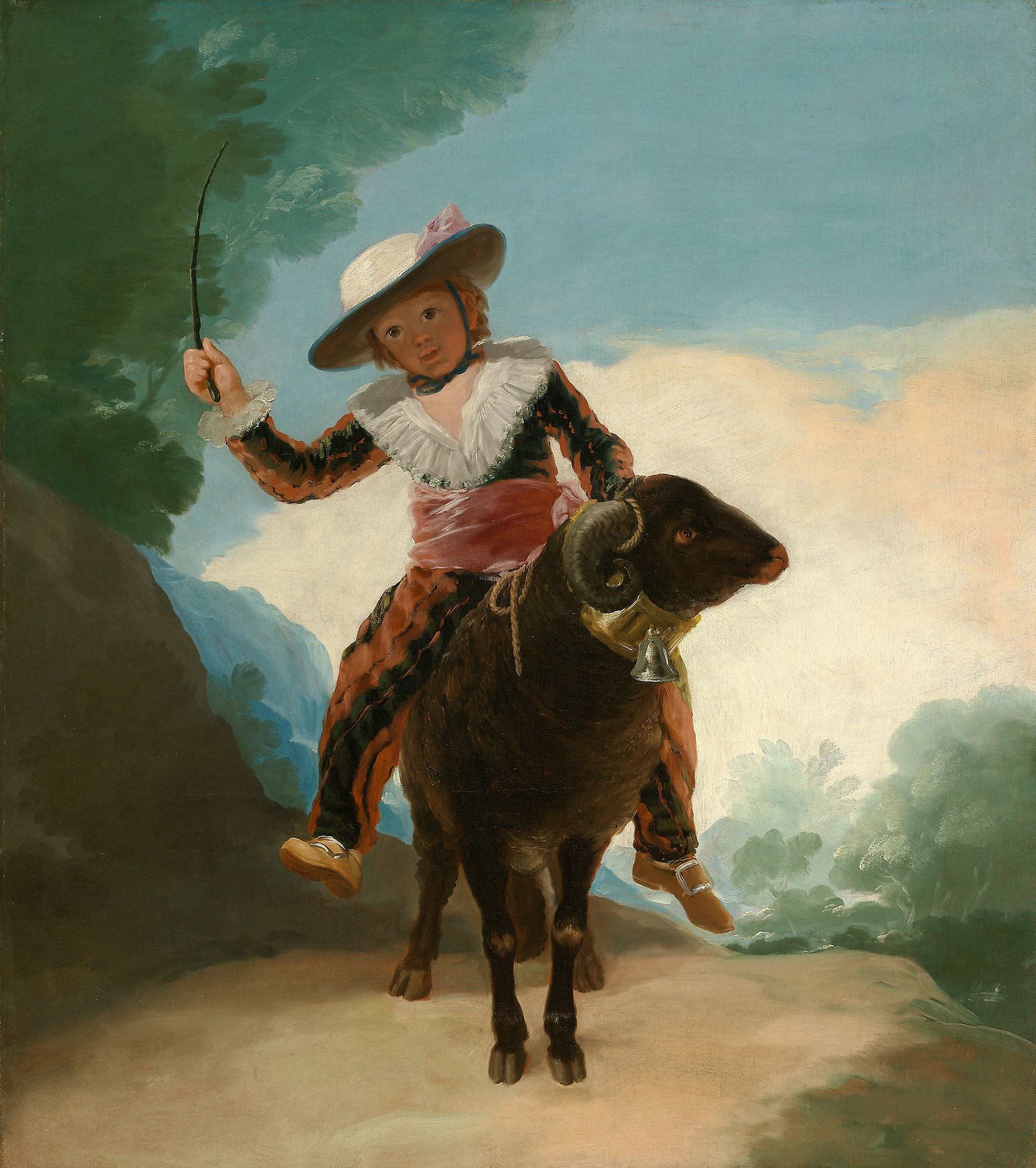
Enfant montant un mouton (1786-1787).

### Sixième série : chambre des infantes au Pardo (1788)

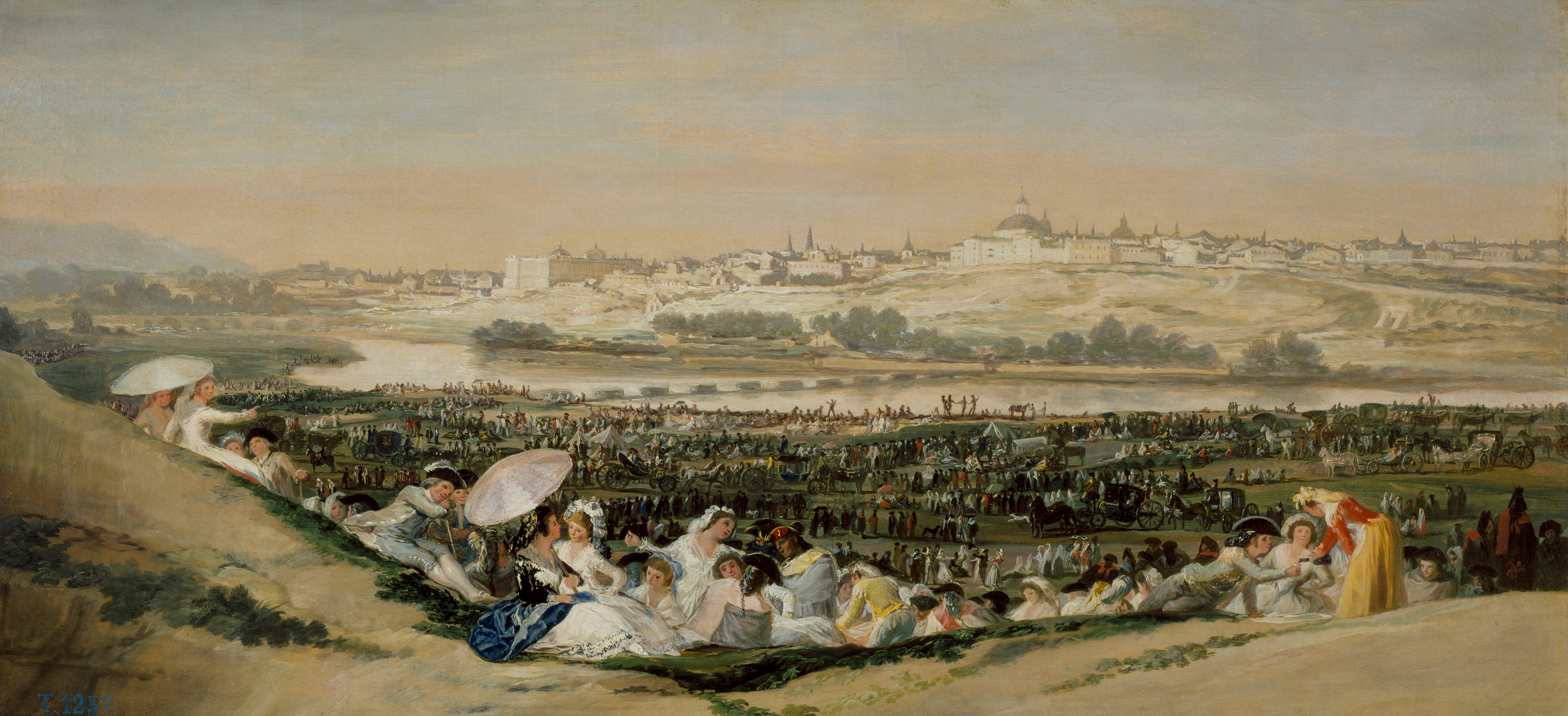
La Prairie de Saint-Isidore (1788).

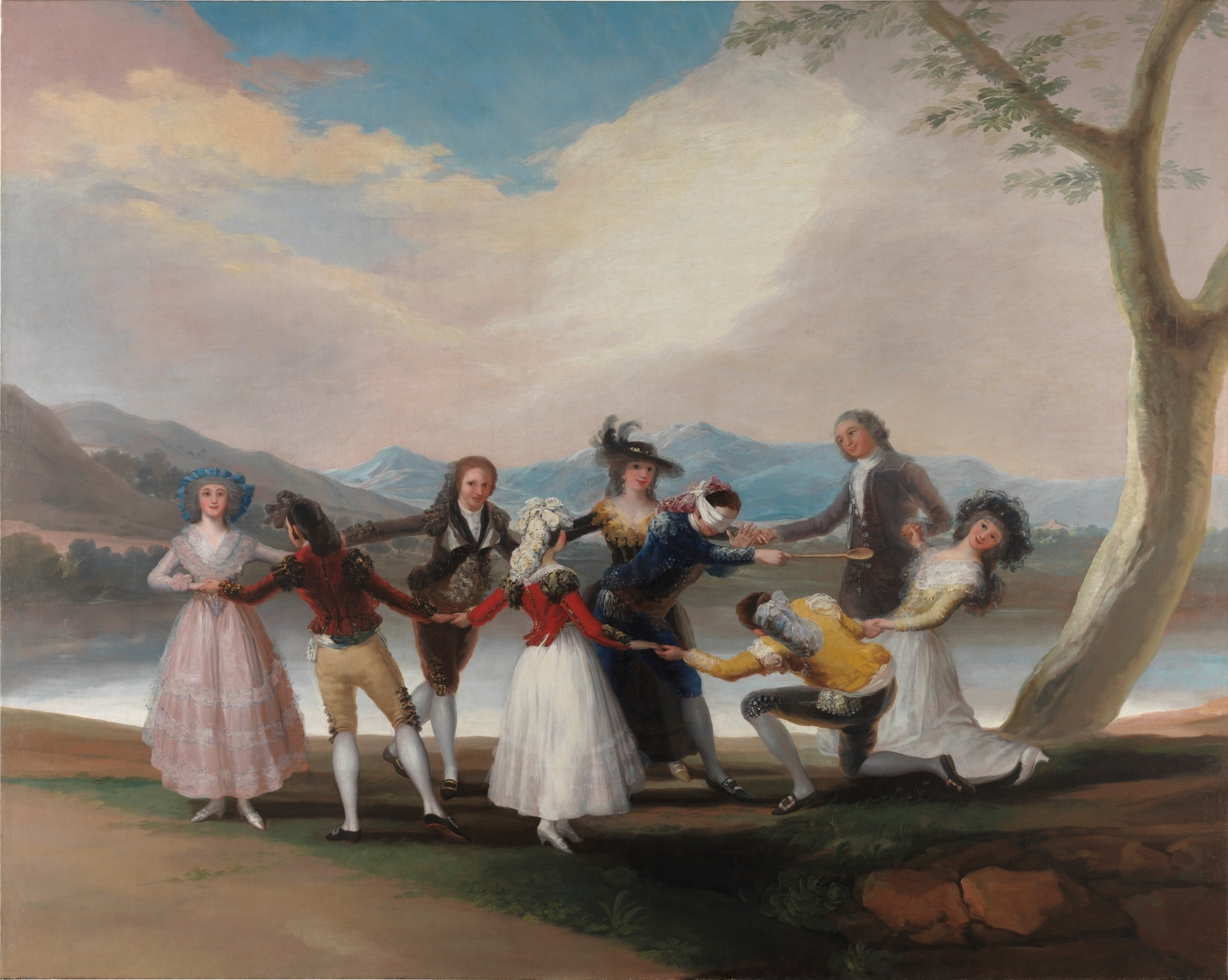
La Poule aveugle (1788).

### Septième série : bureau de Charles IV à l'Escurial (1791-1792)

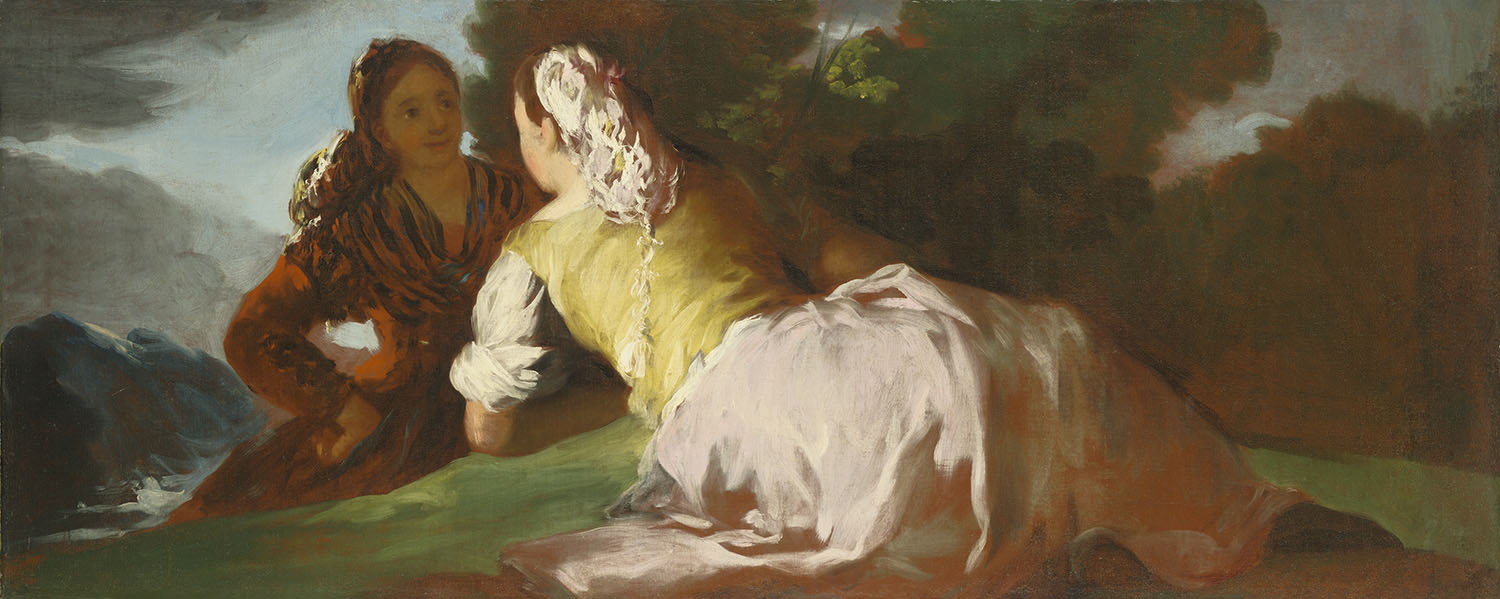
Femmes conversant (1791-1792).

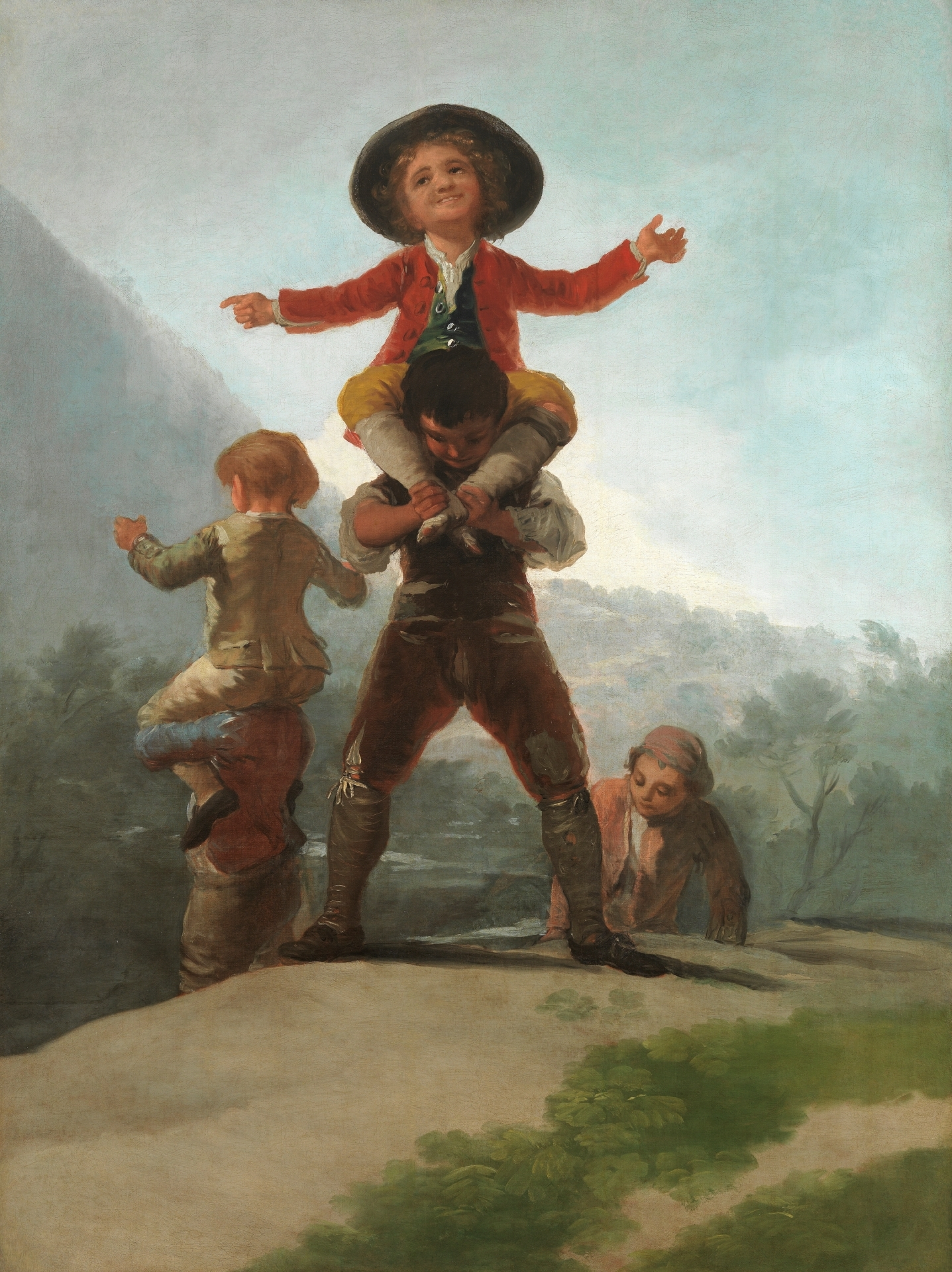
Las Gigantillas (1791-1792).

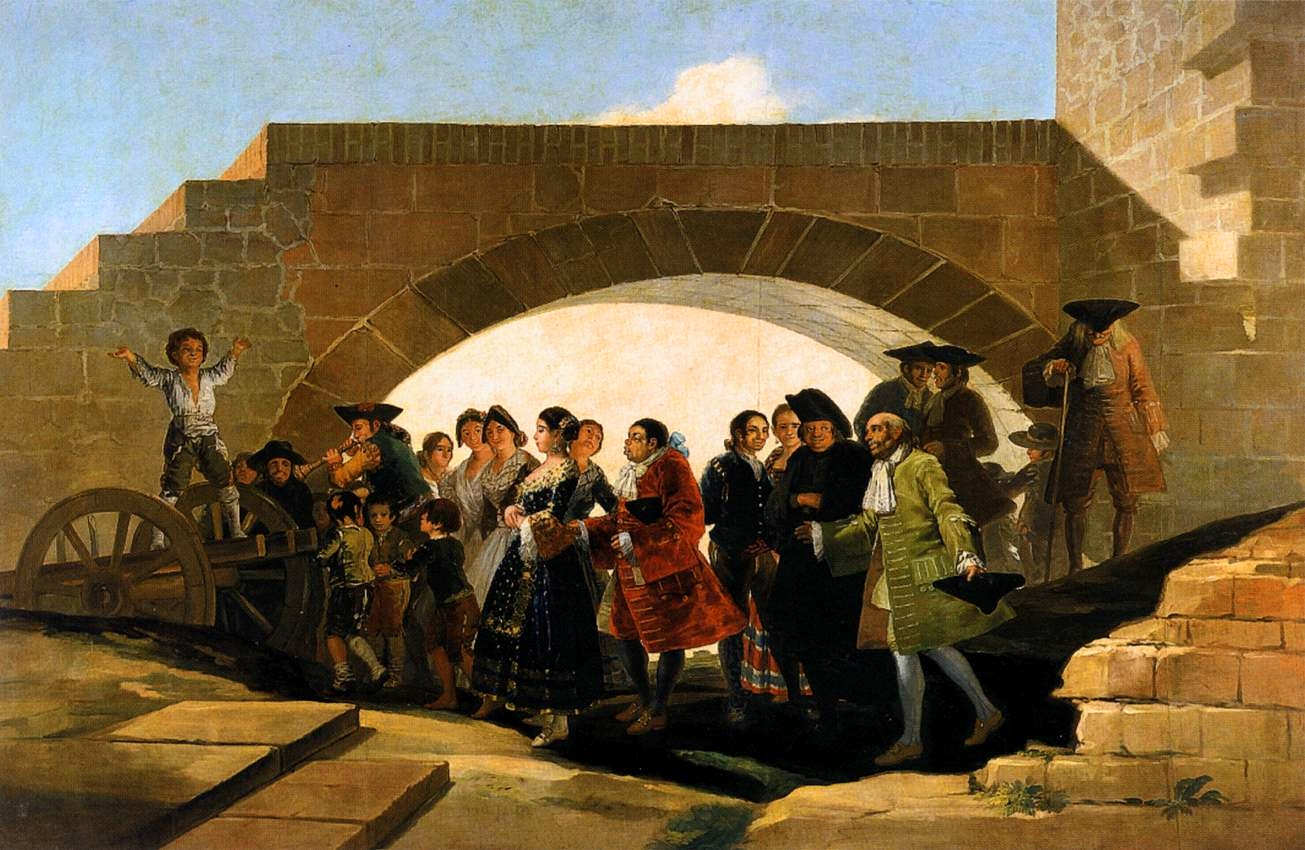
Le Mariage (1791-1792).